# W·E·B·杜波依斯
威廉·爱德华·伯格哈特·杜波依斯（英語： 1868年2月23日—1963年8月27日）是美国社会学家、历史学家、民权运动者、泛非主义者、作家和编辑。杜波依斯出生于马萨诸塞州大巴灵顿，在一个相对包容、多元的环境中长大。他是哈佛大学第一个取得博士学位的非裔美国人，毕业之后任职于亚特兰大大学，教授历史学、社会学和经济学。杜波依斯是1909年美国全国有色人种协进会的最初创建者之一。
杜波依斯因为领导尼亚加拉运动——非裔美国人为黑人寻求平等权利的运动——开始在国内声名鹊起。他和他的支持者们反对布克·华盛顿倡导的“亚特兰大妥协案”，该协议要求南方的黑人服从于白人的政治规则并为之工作，以换取基本受教育权和致富机会。杜波依斯则坚持争取完整的公民权利和逐步增加的政治参与，他认为这些将由非裔美国人中的知识精英实现，他称这些人为“天才的十分之一”，因此杜波依斯认为非裔美国人需要先进的教育来发展其领导力。
种族主义是杜波依斯斗争的主要对象：他强烈反对私刑、吉姆·克劳法案以及在教育与就业中的种族歧视。杜波依斯的事业囊括了各地的有色人种，尤其是与殖民主义与帝国主义做斗争的亚非同胞。他是泛非主义的强烈支持者，并且帮助组织了几次泛非主义大会，以推动非洲殖民地脱离欧洲强权统治。杜波依斯多次访问过欧洲、非洲和亚洲。一战后，他调查了美国黑人士兵在法国的经历，记录了在美国军队中普遍存在的种族偏见。
杜波依斯是一个多产的作家。他的文集《黑人的灵魂》（The Souls of Black Folk）是非裔美国文学中开创性的一部作品。他于1935年发表的巨著《美国的黑人重建》（Black Reconstruction in America）挑战了“黑人应该对重建时代的失败负责”的传统思想。在社会学领域，他写就了第一本系统性研究著作。他出版过3本自传，都体现了他对社会学、政治学和历史学的深刻见解。在担任全国有色人种协进会刊物《危机》编辑期间，他发表了很多有影响力的文章。
杜波依斯相信，资本主义是种族主义的主要原因，他一生都怀有对社会主义事业的同情。他是一个积极的和平运动者，支持核裁军。杜波依斯去世后一年，1964年民权法案颁布，体现他一生为之奋斗的大部分目标。

## 早年生活

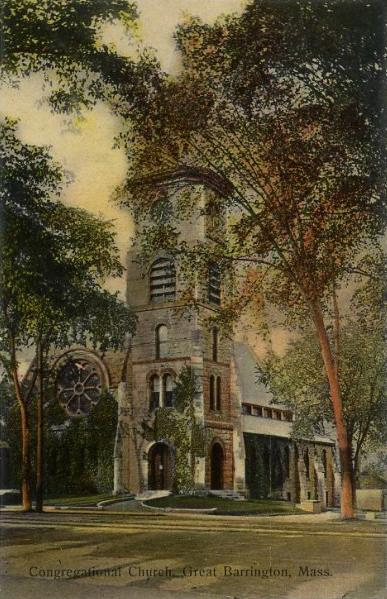
孩童时期的杜波依斯参加了马萨诸塞州大巴灵顿的公理会。公理会的成员们捐款资助了杜波依斯的大学学业。

威廉·爱德华·伯格哈特·杜波依斯于1868年2月23日出生于马萨诸塞州大巴灵顿，父母是阿尔弗雷德（Alfred）和玛丽·希尔维娜（Mary Silvina）（娘家姓伯格哈特）杜波依斯夫妇。玛丽·希尔维娜·伯格哈特的家族属于大巴灵顿少有的自由黑人，拥有长期土地所有权；她具有荷兰、非洲和英国血统。杜波依斯的高外祖父汤姆·伯格哈特是（1730年左右出生在西非）一个荷兰殖民者康拉德·伯格哈特的奴隶，美国独立战争期间汤姆在大陆军中服役，并因此获得了自由。汤姆的儿子杰克·伯格哈特是奥赛罗·伯格哈特的父亲，奥赛罗是玛丽·希尔维娜·伯格哈特的父亲。 
杜波依斯的曾祖父詹姆斯·杜波依斯是法裔美国人，在纽约波基普西，他和几个奴隶情妇生育了好几个孩子。詹姆斯的混血儿子之一亚历山大到海地旅行，和一个情妇生了一个儿子，名叫阿尔弗雷德。亚历山大回到康涅狄格州时把他们留在了海地。1860年之前，阿尔弗雷德移居到美国，之后于1867年2月5日和玛丽·塞维利亚在马萨诸塞州的休沙通尼克结婚。阿尔弗雷德在1870年抛弃了玛丽，当时威廉只有两岁。威廉的母亲靠工作供养家人（同时接受她的哥哥和邻居们的一些帮助），直到19世纪80年代初她得了中风，并于1885年去世。 
大巴灵顿的欧裔美国社区为杜波依斯提供了一个良好的成长环境。他就学于当地的综合性公立学校，和白皮肤的同学一起玩。但即使如此，他仍然常常在成年后的写作中叙及他此时经历的种族主义。他的老师鼓励他追求知识，学术活动被褒奖的经历使他相信，他可以利用知识赋予非裔美国人力量。当杜波依斯决定上大学时，他童年时所归属于大巴灵顿的第一公理教会（First Congregational Church of Great Barrington）为他筹集了学费。

### 大学教育

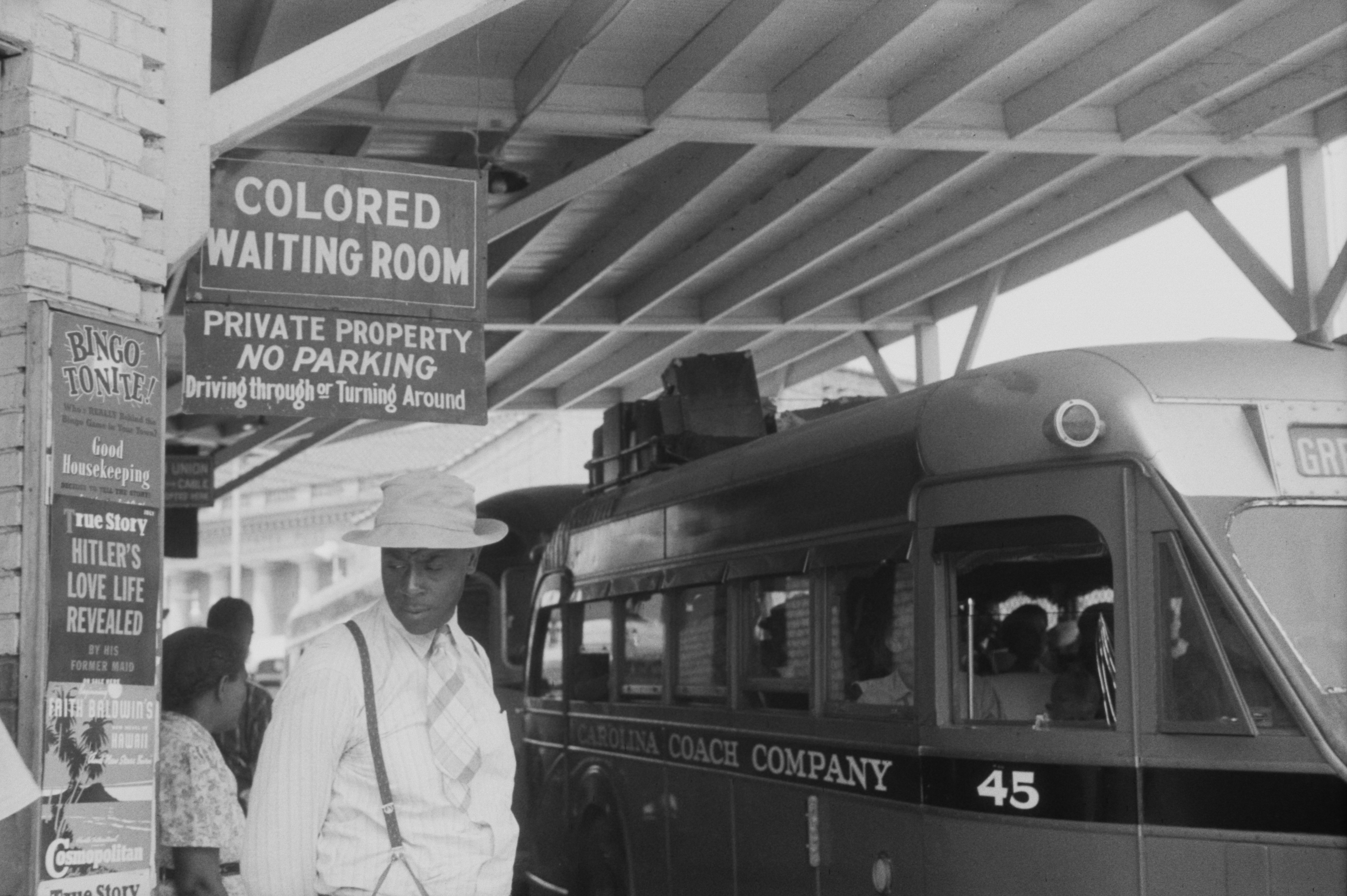
杜波依斯在田纳西州菲斯克大学就读时，第一次遇到吉姆·克劳种族隔离。

1885~1888年间，杜波依斯依靠邻居们的捐助，在田纳西州纳什维尔的一个传统的黑人大学——菲斯克大学就读。在南方的旅行和居住成为杜波依斯第一次体验南方的种族歧视，其中包括吉姆·克劳法、偏见和私刑处死黑人。在菲斯克大学取得学士学位后，杜波依斯又在1888~1890年期间进入哈佛大学（哈佛不承认菲斯克的课程学分），在那里，他受到他的教授威廉·詹姆士的强烈影响，专攻美国哲学。杜波依斯利用暑假打工、遗产、奖学金，以及来自朋友们的借款支付了哈佛大学三年的学费。1890年，杜波依斯以优等成绩获得哈佛的学士学位，也即他的第二个学士学位。1891年，杜波依斯获得了哈佛的社会学研究生奖学金。
1892年，杜波依斯从约翰·F·斯莱特自由教育基金会（John F. Slater Fund for the Education of Freedmen）获得奖学金，得以前往柏林大学做研究生。在柏林学习期间，他走遍了欧洲各地。在德国首都柏林，杜波依斯和该国最杰出的一些社会科学家，如古斯塔夫·冯·施穆勒（Gustav von Schmoller）、阿道夫·瓦格纳、海因里希·冯·特来希克等一同研究学习，他的学术能力于此时突飞猛进。从欧洲回国后，杜波依斯完成了他的研究生学习。1895年，他成为历史上第一个获得哈佛大学博士学位的非裔美国人。

### 威尔伯福斯和宾夕法尼亚大学
1894年的夏天，杜波依斯得到了好几个工作机会，其中包括著名的塔斯基吉研究所；但是他选择了俄亥俄州的威尔伯福斯大学的教学工作。在威尔伯福斯期间，亚历山大·克拉梅尔（Alexander Crummell）对他的影响很大。亚历山大认为思想和道德是社会变革必要的工具。1896年5月12日，杜波依斯和他的一名学生尼娜·高莫（Nina Gomer）结为夫妇。
在威尔伯福斯工作两年后，杜波依斯于1896年夏天接受了一个宾夕法尼亚大学提供的为期一年的社会学研究助手的工作。在费城的非裔美国人街区，他进行了社会学田野研究，这铸造了他的里程碑式成果——《费城黑人》（The Philadelphia Negro），这是第一个对黑人社区的案例研究。杜波依斯在两年后任教于亚特兰大大学时出版了此书。
参加1897年的黑人学会（Negro Academy）时，杜波依斯提交的论文表达了对弗雷德里克·道格拉斯（Frederick Douglass）提出的美国黑人融入白人社会的呼吁的反对。他写道：“我们是黑人，一个久已存在的巨大种族，黎明之初即已沉睡，但在非洲祖国的黑暗森林中，仍然保持清醒”。在1897年《大西洋月刊》（Atlantic Monthly）8月刊上，杜波依斯发表了《黑人的挣扎》（Strivings of the Negro People）一文，这是他第一部面对大众的作品，表达了非裔美国人应该拥抱他们的非洲传统的观点。

## 亚特兰大大学任职
1897年7月，杜波依斯离开费城，在一所传统黑人大学——亚特兰大大学教授历史学和经济学。他的第一项重要学术成就是1899年出版的《费城黑人》一书。此书基于1896~1897年他在费城的实地研究，对费城的非裔美国人进行了详细而全面的社会学考察。这部作品是学术界的一个突破，因为它是美国第一个科学社会学研究著作，也是第一个对非裔美国人的科学研究。在此研究中，杜波依斯用“最贫困的十分之一”（the submerged tenth）来形容黑人下层阶级，对比于他将在1903年用“天才的十分之一”（talented tenth）形容的精英阶层。杜波依斯的这些术语表明了他的观点：一个民族的黑人与白人的精英是社会的关键，他们应该为文化和进步负责。这个时期杜波依斯常常对下层阶级表现出不屑态度，将他们描绘为“懒惰”、“不可靠”，但与其他学者不同的是，他将这些问题归因于社会对黑人的奴役。
在亚特兰大大学时，尽管预算有限，但是杜波依斯产量惊人：他写就了大量社会科学论文，同时每年主办亚特兰大黑人问题大会（Atlanta Conference of Negro Problems）。杜波依斯也得到美国政府津贴，用于准备非裔美国人劳动力和文化报告。他的学生们认为他才华横溢，但是冷漠严厉。

### 布克·T·华盛顿和亚特兰大妥协案

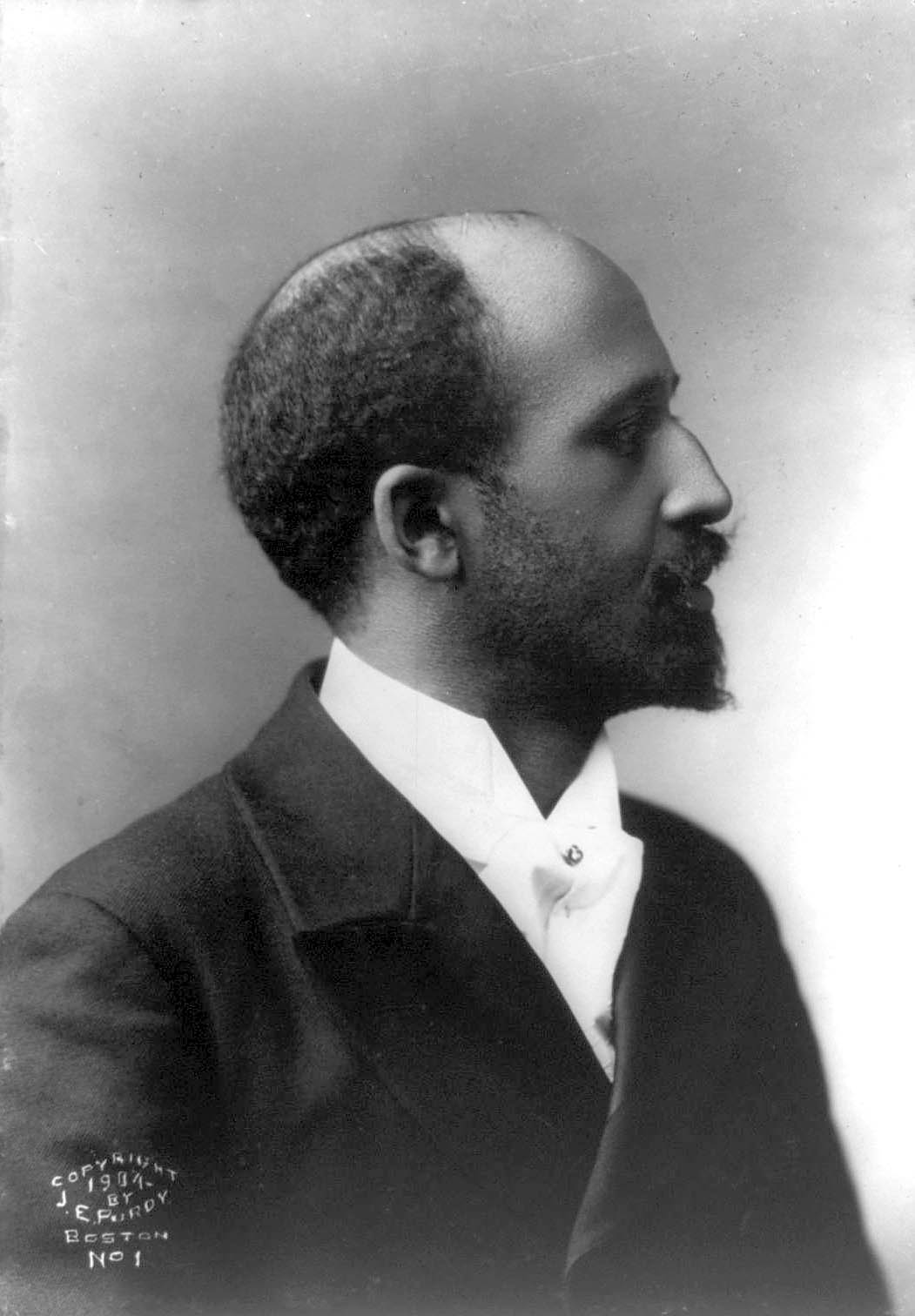
1904年的杜波依斯

20世纪的第一个十年，杜波依斯逐渐成为黑人世界中仅次于布克·华盛顿的代表人。华盛顿是塔斯基吉研究所主任，在非裔美国人社区有巨大影响力。
1895年，华盛顿与重建失败后接管政府的南方白人领袖达成了一个不成文的协议，即为亚特兰大妥协案。该协议规定，南方黑人应该服从种族歧视、种族隔离并放弃争取投票权和组成工会；南方白人应该允许黑人接受基础教育，得到经济机会和公正的法律制度，并允许北方白人在南方投资企业和建立黑人教育慈善机构。
许多非裔美国人反对华盛顿的计划，包括杜波依斯、阿奇博尔德·格里姆凯（Archibald H. Grimke）、凯利·米勒（Kelly Miller）、詹姆斯·韦尔登·约翰逊、保罗·劳伦斯·邓巴 （Paul Laurence Dunbar）等接受过良好教育的黑人，杜波依斯称他们为“天才的十分之一”。杜波依斯认为，非裔美国人应该主动为争取平等权利而斗争，而不是被动地服从华盛顿的亚特兰大妥协案的隔离和歧视。
1899年，山姆·豪斯（Sam Hose）被私刑处死事件使得杜波依斯更加走向激进的行动主义。在亚特兰大，豪斯遭两千名白人暴民酷刑折磨、焚烧后吊死。一天在亚特兰大和一名报社编辑讨论私刑问题时，杜波依斯遇到豪斯被烧毁的关节骨在一家店面展示。深受触动的杜波依斯得出结论，“当黑人还正在面临私刑处死、谋杀和饥饿时，一个人不应该成为一个冷静、超然的科学家。”杜波依斯认识到，“医治世界的方法不是仅仅简单地告诉人们真相，而是促使他们对现实采取行动。”
1901年，杜波依斯写了一篇评论《超越奴隶制》（Up from Slavery）以批评华盛顿，之后此文以《布克·华盛顿先生和其他人》（Of Mr. Booker T. Washington and Others）为题收录在《黑人的灵魂》（The Souls of Black Folk）一书中，使得更多的读者听到他的批评。杜波依斯和华盛顿的主要分歧之一在于他们的教育理念：华盛顿认为非裔美国人的学校教育应该局限于农业、机械等工业技术教育；但是杜波依斯感到黑人学校还应该提供更多的文科课程（包括经典文学、艺术、人文学科等），只有如此才能培养新的黑人精英领导者。

### 尼亚加拉运动

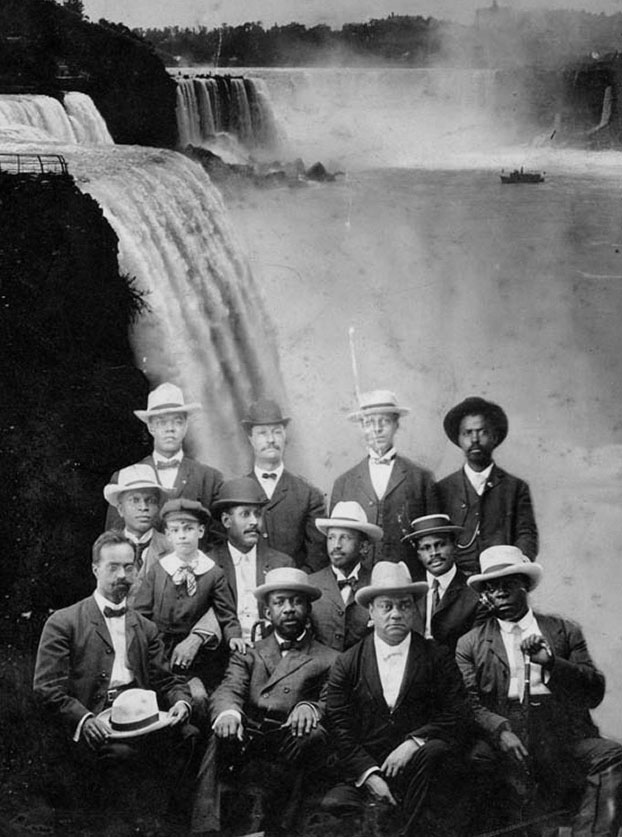
1905年尼亚加拉运动的筹划者们。杜波依斯在中间一排戴着白帽。

1905年，杜波依斯和其他一些非裔民权行动主义者——包括弗雷德里克·麦吉（Fredrick L. McGhee）、杰西·麦克斯·巴伯（Jesse Max Barber）和威廉·孟羅·特洛特（William Monroe Trotter）——在加拿大的尼亚加拉大瀑布附近会面。在那里，他们发布声明，反对亚特兰大妥协案，并决定于1906年一致发起尼亚加拉运动。杜波依斯和支持“尼亚加拉运动”的非裔美国人试图宣传自己的理念，但大多数黑人期刊为同情华盛顿的出版商所拥有，因此，杜波依斯购买了一台印刷机，并于1905年12月开始出版《月亮画报》周刊（Moon Illustrated Weekly）。这是第一个非裔美国人的插画周刊，杜波依斯藉此攻击华盛顿的立场，但这份杂志只出版了八个月便夭折了。很快，杜波依斯就创建新的期刊：《地平线：杂志彩色线》（The Horizon: A Journal of the Color Line），并担任编辑，于1907年首次亮相。
尼亚加拉运动者第二次会议于1906年8月约翰·布朗诞生诞辰100周年之际举行，地点设在布朗袭击哈珀的渡轮之处。勒维迪·卡修斯·瑞森（Reverdy Cassius Ransom）谈到，华盛顿的首要目标是使黑人被雇佣：“今天，两个阶级的黑人…处在分歧的路口。一方建议我们耐心忍受现在的压迫与屈辱；另一个阶级则坚信，绝不应该屈服于羞辱、压迫、甘心成为下等阶级，绝不应该为了利益放弃人的尊严。”

### 《黑人的灵魂》

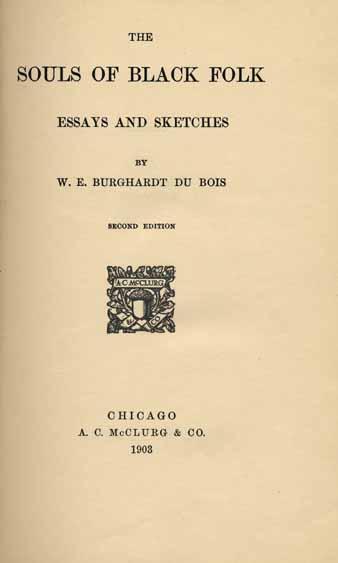
《黑人的灵魂》第二版标题页

为了描绘黑人的人文精神与才华，杜波依斯于1903年发表了文集《黑人的灵魂》（The Souls of Black Folk），收录了他的14篇文章。詹姆斯·韦尔登·约翰逊（James Weldon Johnson）认为这本书对于非裔美国人的意义堪比《汤姆叔叔的小屋》对美国人的意义。此书介绍部分即写道：“20世纪最主要的问题是肤色界限的问题。”每一章节均以两个引文开头——一个来自白人诗人，另一个来自黑人思想家——以表现黑种人和白种人的智力与文化同样有价值。这本书的一个重要主题是非裔美国人的双重认同：他们既是美国人，又是黑人。正如大卫·路易斯（David Lewis）所指出的，这种双重认同在过去是非常尴尬的，但是在未来将成为一种力量：“从今以后，种族不再使人联想到种族同化或者种族隔离主义，而将成为令人骄傲的持久的种族认同。”

### 种族暴力
1906年秋的两起种族主义事件令非裔美国人非常震惊，这促进杜波依斯为了公民权利而斗争的主张战胜了布克·华盛顿的妥协主义。首先是167名黑人士兵在布朗斯维尔事件中集體表示不知道兇手是誰，美国总统西奥多·罗斯福因此开除了他们的军籍。所有被开除的黑人士兵已经服役20年，接近退休了。其次，9月在亚特兰大，一起黑人男子殴打白人妇女的事件引发了暴乱，而暴乱植根于工作短缺、黑人工人竞争白人工人的工作岗位造成的种族关系紧张。一万名白人横扫了亚特兰大，殴打他们能找到的每一个黑人，导致超过25人死亡。1906年的暴力事件之后，杜波依斯呼吁黑人不再支持共和党，因为共和党人罗斯福和威廉·霍华德·塔夫脱不支持黑人权益，尽管历史上大部分非裔美国人从亚伯拉罕·林肯时代就一直拥护共和党。
杜波依斯在《亚特兰大的祷文》（A Litany at Atlanta）一文中断言道，亚特兰大暴乱说明亚特兰大妥协案是失败的，即使交易完成了，黑人依然得不到法律的公正。历史学家大卫·路易斯认为，妥协不再有效是因为最初同意妥协的白人种植园主已经被那些贪婪的商人所取代，这些商人希望工人中的黑人与白人进行竞争。这两起事件对于非裔美国人群体来说是历史分水岭事件，它们标志着华盛顿的妥协主义走向衰落，杜波依斯的权利平等诉求开始成为主流。

### 学术著作
除了撰写社论，杜波依斯并未停止在亚特兰大大学进行学术工作。经过五年的努力，他于1909年出版了一本约翰·布朗的传记。这本书阐述了很多精彩论述，但也包含了一些事实性的错误。这本著作被《民族报》（The Nation）强烈批评，而《民族报》的所有者奥斯瓦尔德·维拉德（Oswald Villard）也在撰写一本约翰·布朗的传记。白人学者普遍忽略这本书。在杜波依斯在《矿工》（Collier's）杂志上发表文章警告白人至上主义之后，他的文章越来越难被主要期刊所接受，然而，他继续定期在《地平线》杂志上发表文章。
杜波依斯是第一位被邀请在美国历史协会年度会议上展示论文成果的非裔美国人。在美国历史协会1909年12月的会议上，杜波依斯向观众汇报了他的文章《重建及其功绩》（Reconstruction and Its Benefits）。这篇文章颠覆主流历史观点，反对“重建是一场灾难，造就了无能和懒惰的黑人”的观点；恰恰相反，杜波依斯认为，南方在非裔美国人领导期间完成了三个重要目标：民主，免费公立学校，新的社会立法。文章进一步指出，联邦政府对被解放的黑人的管理是失败的，没有实现南方黑人要求分配土地、建立教育系统的愿景。几个月后杜波依斯向《美国历史评论》提交论文出版时，他要求黑人一词（Negro）要大写。时任编辑J·富兰克林·詹姆森（J. Franklin Jameson）拒绝了他的要求，未用大写发表了论文。此论文随即被白人历史学家所忽略，但后来演变成他开拓性的书《黑色重建》一书。直到1940年美国历史协会都没有邀请过第二位非裔演讲者。

## 第一次供职NAACP时期
1909年5月，杜波依斯在纽约参加了全国黑人大会（National Negro Conference）。这次大会成立了致力于为黑人争取平等公民权、选举权和教育权利的国家黑人委员会（National Negro Committee），由奥斯瓦德·维拉德（Oswald Villard）任主席。在1910年春的第二届全国黑人大会上，与会者成立了全国有色人种协进会（National Association for the Advancement of Colored People，简称NAACP）。在杜波依斯的建议下，“有色人种协进会”以“有色人种”一词代替“黑人”，以示协进会将联合所有的有色人种。参加成立大会的民权主义者中黑人和白人都有很多，但是协进会大多数的行政人员都是白人，包括玛丽·怀特·奥文顿、查尔斯·爱德华·拉塞尔（Charles Edward Russell）、威廉·E·沃灵（William English Walling），以及其首任主席穆菲尔德·史达里（Moorfield Storey）。

### 主编《危机》杂志

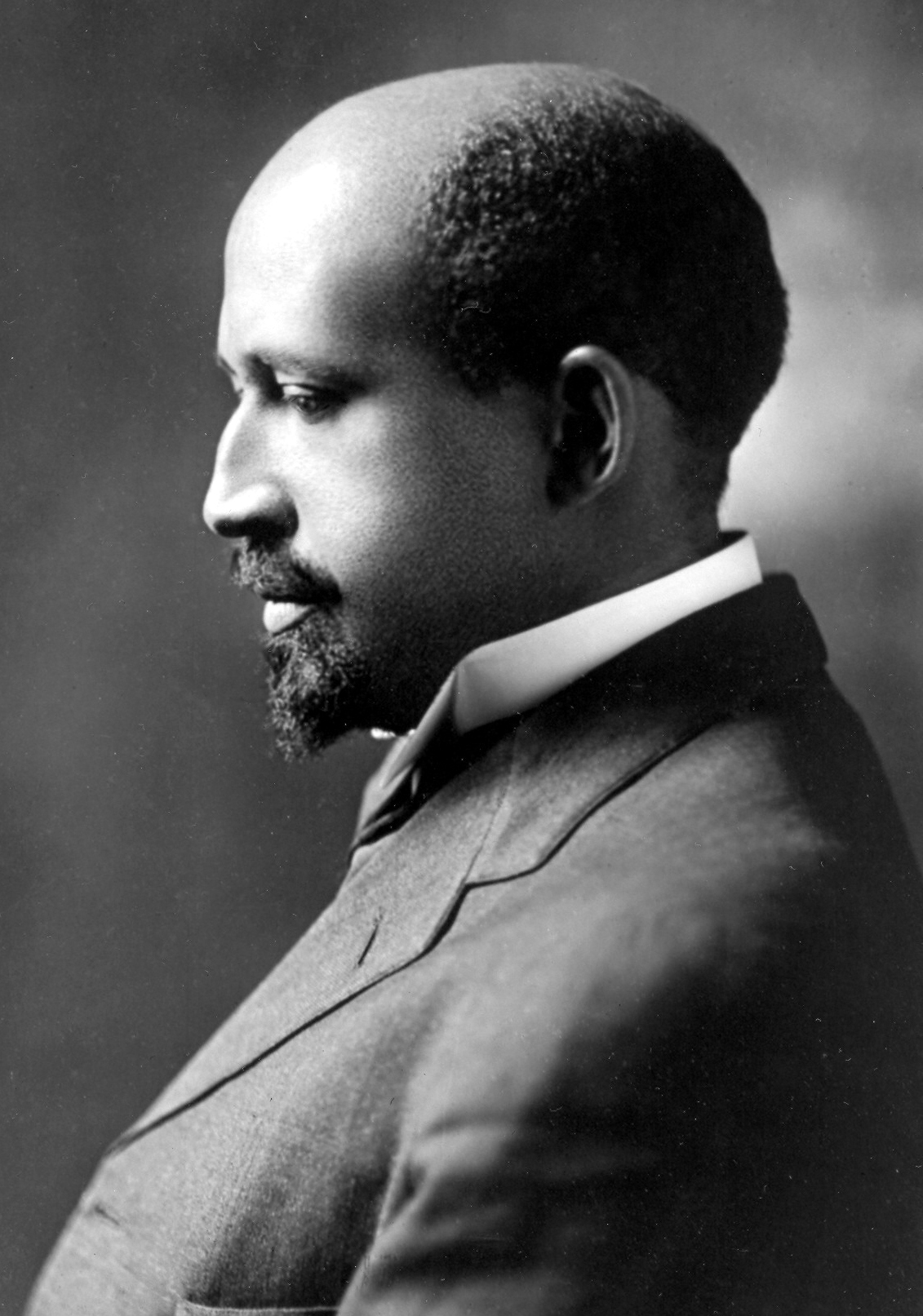
1911年的杜波依斯

1910年，杜波依斯辞去在亚特兰大大学的教职，接受了NAACP提供的宣传与研究指导的职位，并搬到纽约。他的首要职责是出版NAACP的月刊，杜波依斯将其命名为《危机》。《危机》发刊于1910年11月，杜波依斯称其主要致力于“通过事实和争论展现种族偏见的危害，特别是当代针对有色人种的偏见的危害”。杂志早期刊登过一篇文章抨击黑人教堂的教区制度和虚伪本质，另外一篇文章讨论埃及文明的非洲中心主义起源——这都是《危机》杂志的典型文章。《危机》杂志非常成功，到1920年其读者已经达到100,000人。
杜波依斯于1911年发表的一篇重要社论引起了全国反响，最後导致美国联邦政府立法禁止私刑处死黑人。杜波依斯用他一贯的讽刺风格如此评论宾夕法尼亚州的一次私刑处死黑人事件：“关键在于他是黑人。黑人必须被惩罚。黑人天生罪大恶极。因此，即使是白人中最卑鄙无耻的那些人也知道，绝不应该错过任何惩罚这种滔天巨罪的机会。当然，借口应该尽可能的道貌岸然、无可辩驳——一些骇人听闻的罪恶，经过报道者想象更加令人发指。找不到足够严重的借口，谋杀、纵火、烧毁谷仓或者傲慢无礼这些小事也许也行。”
杜波依斯在《危机》发表社论支持工人联合运动，但是严厉抨击其领导者系统性地排斥黑人劳工的种族主义行为。杜波依斯也支持社会党人的一些纲领，甚至他本人也在1910~1912年加入社会党，但是他同样谴责其领导者的种族主义表现。由于共和党总统塔夫脱应对私刑处死黑人泛滥的失败让杜波依斯感到失望，在1912年的大选中，杜波依斯转而支持民主党候选人伍德罗·威尔逊，以换取其对黑人权益事业的支持。
杜波依斯的作品体现了其女权主义倾向。但是由于女性政治运动的领导者们拒绝支持反种族歧视，杜波依斯也拒绝公开加入为女性争取投票权的运动。1913年，《危机》的一篇社论讨论跨种族婚姻禁忌问题。杜波依斯本人支持种族内婚姻，而且他将此问题视为女性权利问题，因为法律只禁止白人男性与黑人女性结婚。杜波依斯写道“（禁止跨种族婚姻的）法律使得爱上白人男性的有色人种女性非常孤独无助。法律赋予有色女性和狗一样低的地位。白人女性处境再差，她仍然可以强迫诱奸她的人和她结婚。我们必须取缔禁止跨种族婚姻的法律，并不是因为我们渴望白人女性，而是因为我们相信白人男性将会遗弃我们的黑人姐妹。”
1915~1916年间，NAACP的一些领导者试图罢免杜波依斯的主编职位，因为他们不满于《危机》的财务损失，而且担心刊登的一些文章容易引火烧身。但是杜波依斯在他的支持者们的帮助下保留了其主编职位。

### 历史学家和作家
1911年，杜波依斯在伦敦参加第一届国际种族会议（First Universal Races Congress），同时出版了他的第一部小说《寻找银羊毛》（Quest of the Silver Fleece）。两年后，杜波依斯编剧、制片并执导一部露天舞台剧《埃塞尔比亚之星》。1915年，杜波依斯出版一部非洲黑人通史《黑人》（The Negro）及其首个英语版本。本书反驳非洲次等的观点，是20世纪非洲中心主义编史学的基础，也预测未来全世界有色人种的联合与团结，影响了一大批泛非运动支持者。
1915年，《亚特兰大月刊》刊登杜波依斯的论文《世界大战的非洲根源》（The African Roots of the War），深入表达了他对于资本主义和种族的看法。文中指出，对非洲的争夺才是第一次世界大战的根源。之后他又加入共产主义学说，提出资本家给白人工人仅够生活的报酬以阻止其革命，而通过更低成本的有色人种的竞争威胁白人工人。

### 与种族主义斗争

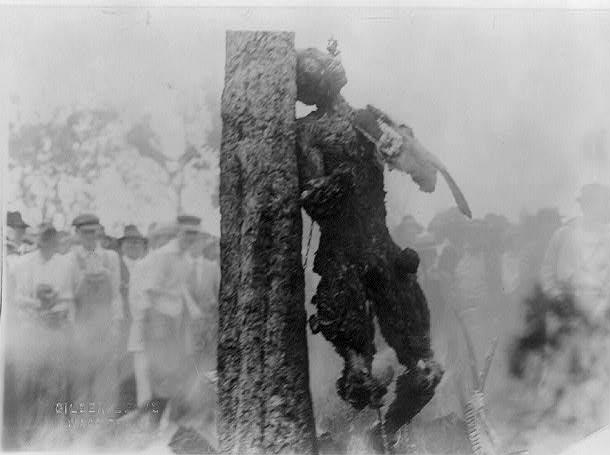
在1916年6月份的《危机》杂志中，一张杜波依斯放入的杰西·华盛顿被处以私刑的照片。

杜波依斯利用他在NAACP有影响力的职位同一系列种族主义事件作斗争。1915年，无声电影《一个国家的诞生》首次公演。因为该电影中黑人粗野贪婪的形象，杜波依斯和NAACP领导了阻止此电影公映的运动。但是这场抗议运动并不成功，事实上很可能反而使得这部影更声名大噪，但是运动为NAACP吸引了很多新的支持者。
种族主义不仅体现在私人领域。在威尔逊总统治下，非裔美国人在政府机关就职时备受歧视。很多联邦机构只雇佣白人，军队不允许黑人担任军官，而移民部门则禁止非裔人士移民。1914年，杜波依斯撰写社论谴责了联邦政府解雇黑人职员。杜波依斯也支持威廉·门罗·特罗特对总统威尔逊的抗议，因为威尔逊对完全实现种族平等的诺言食言而肥。
《危机》杂志坚持进行抗议私刑的活动。1915年，《危机》刊登文章以年表形式统计了1884年至1914年间的2,732起私刑处死黑人案。1916年4月刊则报道了乔治亚州李谷一次私刑处死六名非裔美国人的事件。同样在1916年，《韦科惨案》一文报道了一位精神受损的17岁非裔美国人杰西·华盛顿被私刑处死的事件。该篇报道开创了秘密报道的方式，揭露了德克萨斯州韦科地区白人的罪行。
20世纪早期是黑人们从南部联盟向美国东北部、中西部和西部地区大迁徙的时代。杜波依斯发表社论表示支持这次大迁徙，因为他认为这将有助于黑人逃离南部的种族主义、发现更多的经济机会、更好地融入美国社会。
同样在20世纪10年代，美国优生运动开始兴起。很多优生学领导者公开宣称种族主义，认为黑人是“低等种族”。杜波依斯批评这些观点偏离了科学正轨，但是他也认同优生学的基本规则，即不同的人生来就具有适合不同职业的特质。所有种族中最有天赋的人们生育后代，可以优化人类的种族。

### 一战期间
1917年，美国开始准备参加一战。杜波依斯在NAACP的同事约尔·斯宾加恩（Joel Spingarn）成立一个训练营地，致力于将非裔美国人训练为美国军队军官。这个训练营引起争议：一些白人认为黑人没有能力成为军官，而一些黑人则认为非裔美国人不应参加这场“白人的战争”。杜波依斯支持斯宾加恩的训练营。后来军队方面坚持以健康问题为由，强迫本就稀少的黑人军官查尔斯·杨退伍，杜波依斯对此感到非常失望。军队同意为黑人提供1000个军官职位，但坚持从应征入伍的、习惯于听从白人军官命令的黑人士兵中选取250人，而不接受来自训练营而思想独立的黑人。法案宣布后第一天，700,000黑人应征入伍，但是他们都只能服从于歧视性的待遇。杜波依斯為此高声抗议。

杜波依斯组织了1917年在纽约的静默游行，以抗议东圣路易暴乱。

1917年，东圣路易斯的白人工人罢工后，圣路易斯的企业雇佣了黑人工人，引起白人极大的愤怒，最后导致大约40到250名非裔美国人惨遭屠杀，酿成东圣路易斯暴乱。
东圣路易斯暴乱發生后，杜波依斯前往东圣路易斯采访，最后用图片和文字记录了事件细节，并以《东圣路易斯大屠杀》为题刊登于《危机》9月號。但是历史学家大卫·利弗林·路易斯（David Levering Lewis）认为杜波依斯歪曲了部分事实，以增加报道的宣传效果。为了表达黑人群体对圣路易斯暴乱的愤怒，杜波依斯组织大约9,000名非裔美国人聚集于纽约第五大道，发起“沉默游行”。这是纽约市第一次此种示威游行，也是第二次黑人争取公民权利的示威活动。
1917年，休斯顿当地警察逮捕和殴打了两名黑人士兵，导致100名黑人士兵占领休斯顿街道，并杀害16名白人。最后军事法庭判处其中19名黑人士兵绞刑，另外67名士兵锒铛入狱。休斯顿暴乱极大地影响了军队中的非裔美国人晋升为军官，也让杜波依斯非常不安。尽管发生了休斯顿暴乱，军方由于受到来自杜波依斯和其他支持者的压力，仍然接受斯宾加恩训练的黑人军官。1917年10月，600多名黑人军官参军入伍。
美国以对NAACP进行调查为威胁，以期阻止其“危险言论”。但是杜波依斯不为所动，并且在1918年继续发表言论，预测一战将推翻欧洲的殖民系统，带来世界范围的有色人种解放——包括中国、印度，特别是美国。时任NAACP主席约尔·斯宾加恩对战争怀抱热忱，他说服杜波依斯考虑写一篇社论否定自己的反战立场，以博得一个军队任命。杜波依斯接受了这项交易，于1918年6月撰寫支持战争的社论《团结起来》很快就獲得委任一个军队参谋职务。但是很多希望利用战争为非裔美国人谋取更多公民权利的黑人领袖批评杜波依斯的倒行逆施，南方官员也反对杜波依斯就任。最后他的任命被撤回。

### 战后时光
一战结束后，杜波依斯于1919年前往欧洲参加第一次泛非主义大会（Pan-African Congress），同时采访很多非裔美国士兵，为一本记录他们一战经历的书做准备。此次旅行被美国联邦探员追踪，以寻找他的叛国活动证据。杜波依斯发现，绝大多数美国黑人士兵只能从事装卸物资、体力劳动等低等工作，只有92师等部中少部黑人参与了军事战斗。杜波依斯发现军队中广泛存在着种族主义思想，军队有意识地阻止黑人參军、抹杀黑人的成绩并且鼓励偏见。欧洲之行更加坚定了杜波依斯为非裔美国人争取平等权利的决心。

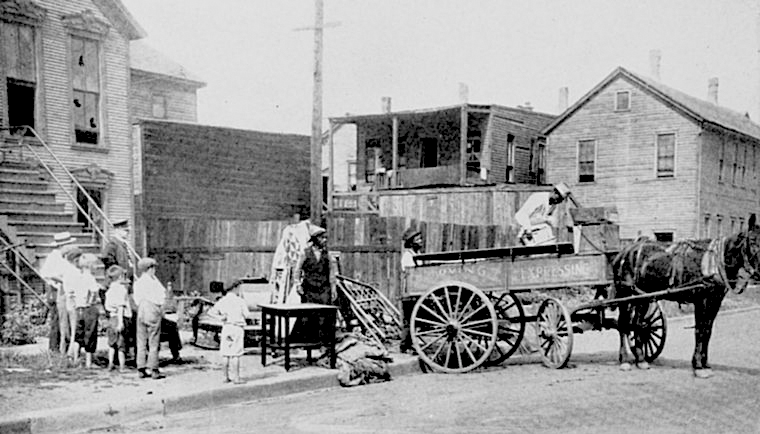
杜波依斯记录了1919年“血色夏天”种族暴乱。图中的这个家庭在房屋被芝加哥种族暴乱破坏后逃离了出来。

一些海外归来的黑人士兵感到获得了新的权力与价值，浮现出了极具代表性的“新黑人”思潮（New Negro）。针对于此，杜波依斯在社论《归来的士兵》（Returning Soldiers）中写道：“但是，诚哉斯言，如果我们在战争结束后不继续绷紧每一根神经和肌肉向国内的黑暗势力发起一场更漫长、更坚定也更艰难的斗争，我们仍然是懦弱的和愚蠢的。”其时很多黑人搬往北方城市寻找工作，他们带来的竞争引起很多白人的恼怒。工作竞争的冲突助长了1919年的“血色夏天”事件（Red Summer of 1919）。这次事件蔓延到全美30多个城市，在一系列恐怖的暴乱中，超过300名非裔美国人被杀。杜波依斯用《危机》杂志记录这次惨案，12月刊封面刊登内布拉斯加州奥哈马市的暴乱中私刑处死黑人的一张照片，尤其阴森恐怖、怵目惊心。
“血色夏天”事件中最臭名昭著的惨案，莫过于在阿肯色州伊莱恩市残杀近200名黑人，而南部报道谎称这是由于这些黑人密谋推翻政府。杜波依斯非常愤怒，他在《纽约世界报》（New York World）上发表的公开信讽刺地写道，黑人农民唯一的罪行，是他们竟然胆敢聘请律师来调查租佃合同中的不合法，以挑战白人地主的权威。在之后的摩尔诉邓普西案中，60余名幸存的黑人因密谋叛逆罪被逮捕和审判。杜波依斯号召全美黑人捐款給他们用于上诉，6年后，最高法院大法官奥利弗·温德尔·霍姆斯终于判定黑人方胜诉。虽然这次胜诉对于南部的黑人并没有实际影响，但這是联邦政府首次利用美国宪法第十四修正案，保护正当程序以阻止各州对黑人的集体暴力。
1920年，杜波依斯出版他三本自传中的第一本《黑水河：来自面纱后的声音》（Darkwater: Voices From Within the Veil）。杜波依斯认为，一层面纱遮蔽了全世界有色人种的真实面貌，他希望以此书揭开这层面纱，向白人读者展示真实的黑人生活，同时他也希望解释这层面纱如何扭曲了黑人与白人相互观察的方式。这本书中也收录一篇杜波依斯的女性主义文章《被诅咒的女性》（The Damnation of Women）。文中，杜波依斯颂扬女性、特别是黑人女性的尊严与价值。
考虑到非裔美国儿童使用的教材中缺乏黑人历史与文化，杜波依斯于1920年创办一本儿童月刊，命名为《布朗尼》（The Brownies' Book），主要面向被杜波依斯称为“太阳之子”的黑人儿童。

### 泛非主义和马科斯·加维
1921年，杜波依斯前往欧洲参加第二次泛非主义大会。来自世界各地的黑人领袖通过了伦敦决议（London Resolutions），决定在巴黎成立泛非主义组织总部（Pan-African Association headquarters）。在杜波依斯的指导下，决议坚持呼吁种族平等，提出应该“非洲人统治非洲”（而非1919年大会上提出的“在非洲人同意下统治非洲”）。杜波依斯在他的《告国际联盟书》（Manifesto To the League of Nations）中重申了会议要旨，同时恳求国联关注劳工问题，向非洲人提供更多职位。国联对此要求几乎没有回应。
回到非洲去运动的发起人、国际黑人进步协会（Universal Negro Improvement Association，简称UNIA）创始人马科斯·加维是20世纪20年代另一位著名的非裔美国人领袖。加维坚持支持种族隔离主义，公开批评杜波依斯通过种族融合实现平等的努力。杜波依斯起初支持加维为了帮助海外非洲人贸易的“黑星线”船运公司，但是杜波依斯很快发现加维正在威胁NAACP的成果，便指责加维不够诚恳、缺乏远见。加维曾经提出“非洲人的非洲”（Africa for the Africans）的口号，杜波依斯赞同这个主张，但是谴责加维试图让非裔美国人统治非洲的倾向。
1922~1924年间，杜波依斯在《危机》杂志上发表了一系列攻击加维的文章，称他为“美国和世界黑人最危险的敌人”。杜波依斯和加维从未尝试合作，他们所代表的组织（NAACP和UNIA）对慈善基金的争夺更加剧了他们的对立。
1921年，哈佛决定禁止黑人入住学生宿舍。杜波依斯谴责这个决议体现了美国广泛存在的“盎格鲁-撒克逊和日耳曼种族崇拜”的复兴，日耳曼白人治下的世界将以残忍暴力剥夺黑人、犹太人、爱尔兰裔、意大利裔、匈牙利裔、亚裔和南部岛民的公民权。1923年，杜波依斯乘船前往欧洲参加第三次泛非主义大会时，时任总统柯立芝任命杜波依斯为利比里亚特使，第三次泛非主义大会结束后，杜波依斯乘坐一艘德国货船从加那利群岛出发，访问了非洲利比里亚、塞拉利昂、塞内加尔等国。1923年时《危机》杂志读者数量已由一战时的100,000人跌至60,000人，但它仍是民权运动领域最有影响力的杂志。

### 哈莱姆文艺复兴
杜波依斯经常在他的写作中支持非裔美国人艺术创作，当1920年代中期哈莱姆文艺复兴运动兴起时，杜波依斯在《一次黑人文艺复兴》（A Negro Art Renaissance）一文中庆祝艺术创造中终于不再缺乏黑人的身影。但是他很快发现，很多白人进入黑人社区并非为了欣赏黑人艺术作品而只是为了满足窥私欲，于是杜波依斯对哈莱姆文艺复兴的热情迅速衰落。杜波依斯坚持强调艺术家的道德责任，认为“一个黑人艺术家首先是一个黑人”。他非常关心黑人艺术家的作品是否能够反映黑人面对的问题，对于没有宣传效果的艺术作品不屑一顾。1926年，《危机》停止支持艺术活动。

### 社会主义倾向
1926年，即俄国1917年革命9年后，杜波依斯再度到欧洲旅行并访问了苏联。在苏联，杜波依斯被他所看到的贫穷和混乱所震惊，但同时对官员的尽职工作和工人的认同感印象深刻。尽管当时杜波依斯对于卡尔·马克思和弗拉基米尔·列宁的共产主义学说并不了解，他仍然感到社会主义可能比资本主义更容易实现种族平等。
尽管杜波依斯基本赞同社会党主张，但是他的政治活动非常实用主义。在1929年的纽约市长竞选中，尽管社会党候选人諾曼·湯瑪斯的观点与杜波依斯更加相近，杜波依斯还是选择支持民主党候选人吉米·沃克（Jimmy Walker），因为他相信沃克将会给黑人带来更直接的好处。整个20世纪20年代，民主党和共和党候选人不断地做出废除私刑、提高黑人工作条件、支持南方各州黑人投票权等承诺，杜波依斯和NAACP也因此在两党间不断徘徊。但是两党都始终没有兑现其承诺。
1931年，NAACP和美国共产党开始出现裂痕，逐渐产生了竞争关系。这一年，阿拉巴马州斯科茨伯勒地区的9个非裔美国男孩因强奸罪名被逮捕，美国共产党迅速回应表示支持斯科茨伯勒男孩（Scottsboro Boys）。杜波依斯和NAACP认为插手此案对反对种族主义事业没有帮助，因而坐由共产党组织其反对活动。但是，共产党人大范围的宣传和巨大的资金投入很快使杜波依斯感到，共产党人正试图取代NAACP在非裔美国人中的地位。面对共产党对NAACP的声讨，杜波依斯反过来批评共产党对美国种族主义现状认识不足，对NAACP的恶意攻击也非常不公正。于是，共产党领导人反过来指责杜波依斯是“阶级敌人”，他和NAACP的其他领导者构成一个特殊的精英群体，他们表面上为黑人权益而战斗，但是实际与黑人工人阶级毫无联系。

## 重返亚特兰大
1931年，沃尔特·弗兰西斯·怀特（Walter Francis White）开始担任NAACP主席。在工作中，杜波依斯和怀特的关系每况愈下，而大萧条带来的财政压力加剧了关于《危机》杂志的权力争奪。由于担心其主编职位被取消，杜波依斯于1933年主动辞去《危机》编辑的工作，转往亚特兰大大学。1934年，杜波依斯一反他关于种族隔离的立场，声称对于非裔美国人，平等基础上的隔离是一个合理、可接受的目标；而这更加剧他与NAACP的裂隙。NAACP的领导者们非常震惊，要求杜波依斯收回他的言论，但是遭杜波依斯拒绝。後來导致杜波依斯退出NAACP。
在接受亚特兰大大学的教职之后，杜波依斯撰写了一系列总体上支持马克思主义的文章。当时他并非共产党或工会的强烈支持者，但他感到马克思对于社会、经济的科学分析，对于解释当时非裔美国人在美国的状况非常有用。马克思的无神论观点也引起杜波依斯的共鸣；他经常批评黑人教堂钝化了黑人对种族主义的敏感度。在1933年，杜波依斯撰文表达擁護社会主义，却宣称有色人种与白人的矛盾不可调和——这个极富争议性的立场出自他对长期排斥黑人的美国工会的厌恶。当时，杜波依斯并非美国共产党的支持者；即使在1932年的总统选举中，美国共产党的候选人是非裔美国人，也没有获得杜波依斯的支持。

### 美国的黑人重建
回到学术界后，杜波依斯重新开始了黑人重建（Reconstruction）的研究——早在1910年美国历史协会（American Historical Association）的会议中他就已经提交过这一主题的论文。1935年，他发表了他的巨著《美国的黑人重建》（Black Reconstruction in America）。历史学家大卫·利弗林·路易斯概况了这本书的主题：“在一种充满了野性敌意的环境中，黑人突然间获得了公民权利。他们既展现出令人钦佩的意志力与智力，也暴露了经过长达三百年的束缚后遗留的懒惰与无知。”杜波依斯记录了在美国内战和战后重建中黑人怎样扮演了中心角色，也描绘了他们与白人政客结盟的过程。他同时提供了联合政府在南方建立起公共教育系统和诸多必要的社会服务项目的证据。这本书同时阐明作为重建的关键，黑人的解放如何促进了美国社会的结构性重组，以及为何在美国重建之后未能继续保障黑人的公民权。
《美国的黑人重建》一书的主旨与白人历史学家保有的对重建的主流观点背道而驰；事实上，直到20世纪60年代，这本书也仍然被主流历史学家所忽略。然而在此之后，它引发了重建历史编纂中的“修正主义”潮流，黑人对于自由和时代变革的呼唤终于被强调。到21世纪，《黑人重建》被公认为“非裔美国人历史学修正主义的奠基性著作”。
在1932年，杜波依斯被菲尔普斯-斯托克斯基金（Phelps-Stokes Fund）、卡内基公司（Carnegie Corporation）、通识教育委员会（General Education Board）等几个慈善企业挑选为《黑人大百科全书》（Encyclopedia of the Negro）的执行编辑。事实上，杜波依斯已经对这项工作思考了近30年。在几年的策划、组织后，这些慈善企业于1938年取消了这个项目，因为一些董事会成员认为杜波依斯过于偏激，无法编纂一部客观的百科全书。

### 周游世界
在1936年，杜波依斯开始周游世界，其中包括了游历纳粹德国、中国和日本。在德国，他宣称自己受到了热情而尊重的礼遇，但一回到美国，他便发表了对于纳粹政权的反感态度。他十分欣赏纳粹对德国经济的改善，但他对纳粹处置犹太人的方式感到极度恐惧，并将其描述为“对于文明的攻击。其惨状只有西班牙的宗教裁判所和非洲的奴隶交易能与之比肩”。
1905年日本在日俄战争中获胜之后，杜波依斯对帝国主义的日本迅速提升的实力感到震撼。他认为日本对沙皇俄国的胜利是有色人种战胜白人的一个案例。在20世纪二三十年代之间，日本“黑人传道组织”的一个代表来到美国，会见了杜波依斯，使他对大日本帝国的种族政策产生非常正面的印象。1936年，日本大使还为他和一个学术小组安排了一次去日本的旅行。

### 第二次世界大战时期
杜波依斯反对美国参与二战，尤其在太平洋战场，因为他认为中国和日本正从白人帝国主义的魔掌中走出，同时他也感到，对日本开战其实是白人试图重建亚洲影响力的一个机遇。政府对军队中非裔美国人的规划沉重打击了杜波依斯：黑人被限制不能超过军队人数的5.8%，而且没有非裔美国人的独立军队编制，这与一战中的规定如出一辙。在1940年的总统竞选中，黑人以手中的选票为筹码，迫使富兰克林·D·罗斯福总统任命了一些黑人军事指挥官。
1940年，杜波依斯出版了他的第二本自传——《黎明前的黑暗》（Dusk of Dawn）。他在这个题目寄寓了对非裔美国人从种族主义的黑暗中走向一个更加公平的时代的期望。这是一本部分自传性质、部分历史学和社会学研究的论著。杜波依斯将其描述为“种族概念如何在隐秘的思想与行动中被阐明、彰显并且毫无疑问被扭曲的传记。因此无论在任何时代，我的人生都是值得所有人注意的”。
1943年，其时杜波依斯已值76岁高龄，然而时任亚特兰大大学校长鲁弗斯·克莱门特（Rufus Clement）突然地中断了他的教职。很多学者对此表示愤慨，这促使亚特兰大大学向杜波依斯提供终生养老金并授予他名誉教授称号。亚瑟·斯平加恩（Arthur Spingarn）评价说，杜波依斯在亚特兰大期间，“用他的生命和无知、偏执与懒惰作斗争，创造出只有他才能理解的思想，提出了改变社会的愿望，而这种改变也许一百年后才能被人们所理解。”。之后杜波依斯拒绝了菲斯克学院（Fisk）、霍华德大学的聘请，以特殊研究部指导的身份重新加入了全国有色人种协进会（即NAACP），并很快以充足的活力和决心投入到工作中。在杜波依斯离开NAACP的这十年间，它的收入已经翻了4倍，会员人数也飙升至325,000人。

## 晚年岁月

### 联合国

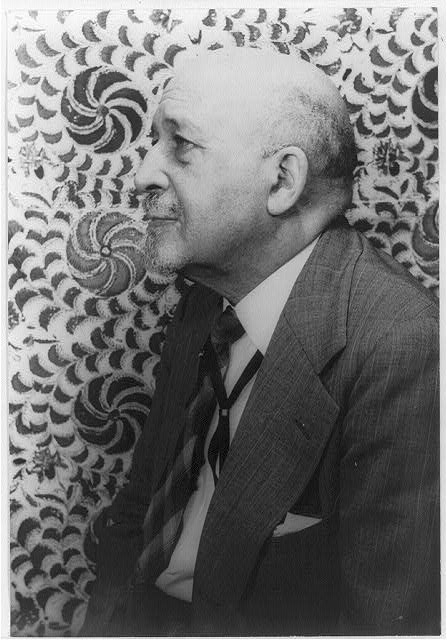
1946年的杜波依斯，由卡尔·范·维克顿拍摄。

1945年联合国成立大会在旧金山举行，NAACP派出了包括杜波依斯在内的三人代表团。NAACP代表团希望联合国能够支持种族平等，并且终结非洲的殖民地时代。为了让联合国朝着这个方向努力，杜波依斯撰写了一份倡议书，其中写道：“政府的殖民系统…既不民主又危害社会，也是战争的一个主要原因。”NAACP的这份倡议书受到了中国、俄罗斯和印度的支持，但是被其它主要力量所忽略，倡议的内容也并未出现在《联合国宪章》中。
在联合国大会之后，杜波依斯发表了《肤色与民主》（Color and Democracy）一书攻击殖民帝国。一位评论家称它“足以冲击和推翻一直以来用于取悦白人、充实资本家们的腰包的这种邪恶的制度。”
1945年底，杜波依斯在英国曼彻斯特参加了第五次、也是最后一次泛非主义大会，这次大会也是五次会议中最有成效的一次。在这里，杜波依斯遇到了克瓦米·恩克鲁玛，后者后来成为了加纳共和国的第一任总统，并邀请杜波依斯前往非洲。
杜波依斯帮助向联合国提交了一些关于反对歧视非裔美国人的请愿书。1951年，黑人权利组织民权会议（Civil Rights Congress）提交了一份名为《我们控诉种族灭绝》（We Charge Genocide）的报告，使这种呼声达到高潮。这份报告控告美国“以制度来制裁、加害、谋杀非裔美国人，从而犯下了种族灭绝的罪行”。

### 冷战
20世纪40年代中期冷战开始之后，NAACP与共产主义者们保持距离，以避免它的资金状况与名誉受损。1947年，小亚瑟·史列辛格在《生活》（Life）杂志上发表文章，声称NAACP已经受到共产主义者的强烈影响；在此之后，NAACP加倍地努力与共产主义者划清界限。杜波依斯则不顾NAACP的愿望，继续亲近共产主义同情者们，例如保罗·罗宾逊（Paul Robeson）和雪莉·格雷厄姆（Shirley Graham），后者之后成为了杜波依斯的第二任妻子。杜波依斯写道，“我并不是共产主义者……但另一方面，我……相信……卡尔·马克思……一针见血地指出了我们面临的困难……”1946年，杜波依斯写了一系列评论苏联的文章：他并不信奉共产主义，并且批判共产主义政权的独裁行为；然而，他也认为，资本主义是贫穷与种族主义的罪魁祸首，而用社会主义来代替它，有可能使问题有所改善。苏联人明确地反对种族之间、社会阶层之间的差别待遇，这使得杜波依斯认为苏联是“地球上最有希望的国家”。由于杜波依斯与当时著名的共产主义者们保持联系，NAACP将他视为其发展的障碍，特别是在美国联邦调查局（FBI）开始积极地调查共产主义同情者之后；所以在1948年底，杜波依斯与NAACP协商之后决定从NAACP辞职。离开NAACP之后直到1961年，杜波依斯定期为左派报纸《国家卫报》（National Guardian）写文章。

### 和平主义行动
杜波依斯終身都是一名激进的反战人士，但是他的努力在第二次世界大战之后才变得较为明显。1949年，杜波依斯在世界和平科学与文化会议（Scientific and Cultural Conference for World Peace）上发表演讲：“我来告诉你们吧，美国的人民们，黑人世界正在行动！他们渴求自由、自治和平等，也终将得到这些。他们的基本权利决不会在政治掣肘中丧失……白人们或许会压制，但那只是无用的挣扎。这个世界上绝大多数的人们终将会迈过阻碍，迈向自由！”
1949年春天，在巴黎的世界保卫和平大会上，杜波依斯向人群说道：“领导这个新的殖民帝国的不是别人，正是我们的父辈用汗与血建立起来的祖国，美利坚合众国。美国是个伟大的国家，因上帝的恩惠而富饶，因谦卑的人民的辛劳努力而繁荣。但是沉醉在权力中的我们，正用那曾经毁了我们先辈的奴隶制，带领着世界走向新殖民主义的地狱，走向一场把世界化为废墟的第三次世界大战。”杜波依斯加入一个左派组织——国家艺术科学专业委员会(National Council of Arts, Sciences and Professions)，1949年底，他作为委员会的代表前往莫斯科，参加苏维埃和平会议（All-Soviet Peace Conference）并发表演讲。

### 麦卡锡主义
20世纪50年代，美国政府发起麦卡锡主义反共运动，具有社会主义倾向的杜波依斯成为目标之一。历史学家曼宁·马伯（Manning Marable）将政府对杜波依斯的行动描述为“残酷的镇压”、一次“政治暗杀”。
FBI在1942年已经开始编写一份关于杜波依斯的文件，但是政府对杜波依斯最严重的攻击行为发生于20世纪50年代早期，由他对核武器的反对态度所诱发。1950年，杜波依斯出任新成立的和平信息中心（Peace Information Center）主席，致力于在美国宣传《斯德哥尔摩和平呼吁》（Stockholm Peace Appeal）。这份文件主要是为取缔核武器收集签名。美国司法部门因此断定和平信息中心是外国的特工组织，要求它向联邦政府进行登记；杜波依斯与和平信息中心其他领导者们拒绝了这个要求，因而被起诉。被起诉之后，杜波依斯的一些同僚们与他保持距离，NAACP也拒绝继续支持他；但是，朗斯顿·休斯等工党人士与左派人士，仍然支持杜波依斯。1951年的审讯中，在律师瓦托·马肯托尼欧（Vito Marcantonio）的辩护下，对杜波依斯等人的指控被驳回。虽然杜波依斯并未被宣判有罪，但他的护照被政府扣留了八年。

### 共产主义倾向
杜波依斯因为他的很多伙伴，尤其是NAACP成员，没有1951年关于和平信息中心的审讯中支持他而深感失望；另一方面，黑人与工人阶级白人却热情地支持他。在这次审讯之后，杜波依斯在曼哈顿生活，除了发表文章与演讲，他继续与左派伙伴们保持联系。此时他主要担心世界和平问题，对美国发动朝鲜战争等军事行动表示了不满。在他看来，这些战争只是由于帝国主义者试图使有色人种对他们保持顺从。
1950年，82岁的杜波依斯作为美国劳工党竞选人参选纽约州参议员，获得了大约20万张选票，占全州的4%。杜波依斯依然坚信资本主义制度是世界范围内有色人种受到不公正待遇的元凶，因此，虽然认识到了苏联的一些缺陷，他仍然由于共产主义可能解决种族问题而支持它。他的传记的作者大卫·路易斯说，杜波依斯支持共产主义，并非出于其本身的意义，而是基于“敌人的敌人就是朋友”的想法。 杜波依斯对于约瑟夫·斯大林的态度也非常矛盾：1940年他以一种轻蔑的方式把他写成“暴君斯大林”；但1953年斯大林去世时，杜波依斯写了一篇颂词，将斯大林描述成一个“单纯、冷静而有勇气”的人，称赞他“让俄罗斯第一次走上拒绝种族歧视的道路”，“将140个民族统一成一个国家而不破坏它们的独立性”。
美国政府阻止了杜波依斯参加1955年在印度尼西亚举行的万隆会议。这场会议可以说是杜波依斯40年来的梦寐以求的成果——29个亚、非国家参加了这次会议，其中还有相当一部分是最近刚刚独立的；它们代表世界上绝大多数的有色人种。这次会议庆祝了其中一些国家的独立，这些国家也开始声称它们在冷战中不会参与结盟。1958年，杜波依斯重新获得了他的护照，在此之后他和第二任妻子雪莉·格雷厄姆·杜波依斯一起环游世界，并且访问了苏联和中国。在两个国家他都被热烈欢迎，并且被带领在当地旅行，被展示了共产主义最美好的一面。 这时90岁的杜波依斯并没有意识到他所访问的国家们的缺点，即便他在游览中国的这段时间内，中国正在进行悲剧性的“大跃进”运动；他之后仍然以一种肯定的态度来描写当时这两个国家的情况。
1961年，美国最高法院对麦卡锡主义相关立法的重要部分《麦卡伦国内安全法》表示支持，它要求共产主义者们向政府进行登记，这让杜波依斯感到非常愤怒。出于义愤，1961年10月，已经93岁的杜波依斯加入了美国共产党。那段时间他写道：“我相信共产主义。我是说，共产主义实现了一种对生产财富进行计划的生活方式，设计好了用来建立一个国家的工作方式，它不仅仅是为一部分人谋求利益，而是为所有人民谋求最大的福利。”

### 宗教
虽然杜波依斯在孩童时代参加了新英格兰的公理会，进入费斯克大学学习后，他便抛弃了这个僵化的宗教组织。作为一名成年人，他将自己描述为一名不可知论者，或者自由思想者；而他的传记作者大卫·路易斯则认为杜波依斯实际上几乎是一名无神论者。当杜波依斯被要求指挥在公共场合的祈祷时，他会拒绝这么做。他在他的自传里面写道：“当我成为亚特兰大大学的一名系主任时，我的工作因为拒绝指挥祈祷而受到阻碍……我再一次直截了当地拒绝加入任何教会，或者在任何教会信条上签名。……我认为苏联对现代文明的最大贡献就是废除教堂的牧师、僧侣，并且禁止在公立学校中把宗教列为授课内容。”杜波依斯相信，在美国的一切机构中，教会是歧视性倾向最为严重的。杜波依斯偶尔也承认宗教有一些可取之处，例如“基本摇滚（basic rock）”，它几乎是非裔美国人群体的精神依靠；但是总的来说，他对非裔美国人的教会和牧师们持一种蔑视的态度，因为他认为他们不支持种族平等的目标，从而对实现种族平等产生了阻碍。虽然杜波依斯本人并不信教，但是他的文章中充满了宗教符号，很多与他同时代的人也将他视为一名预言家。他于1904年写就的散文诗《信条》（Credo）也是用一种宗教信条的风格写成的，这首散文诗在非裔美国人群体中广为流传。

### 在非洲去世
1957年，加纳邀请杜波依斯到非洲参加他们的独立庆典，但杜波依斯因为护照被扣留而未能成行。1960年，也即“非洲独立年”，杜波依斯已经拿回了他的护照，从而能够飞越太平洋来到非洲，庆祝加纳共和国建立。1960年底，杜波依斯回到了非洲，并且参加了纳姆迪·阿齐基韦就任尼日利亚第一任非洲籍总督的就职仪式。
1960年访问加纳期间，杜波依斯经过与总统讨论，决定编写一部关于海外非裔人的百科全书，也就是《非洲百科》（Encyclopedia Africana）。1961年初，加纳方面告知杜波依斯，他们已经找到合适的基金支持这项百科全书计划，并邀请杜波依斯来到加纳负责管理这项工作。1961年10月，93岁的杜波依斯和他的妻子在加纳取得居住权，着手制作这部百科全书。1963年初，美国拒绝更新他的护照，因此杜波依斯象征性地成为了一名加纳公民。在加纳的两年间，他的健康状况逐渐恶化，最终于1963年在阿克拉去世，终年95岁。杜波依斯被葬在他在阿克拉的家附近，现在这里改建为杜波依斯纪念中心。在他去世后一天，罗伊·威尔金斯（Roy Wilkins）在“向华盛顿进军”集会上请求数百名参加者默哀片刻以怀念杜波依斯。杜波依斯去世后一年，《1964年民权法案》正式颁布，体现了他毕生为之奋斗的许多改革目标。

## 个人生活

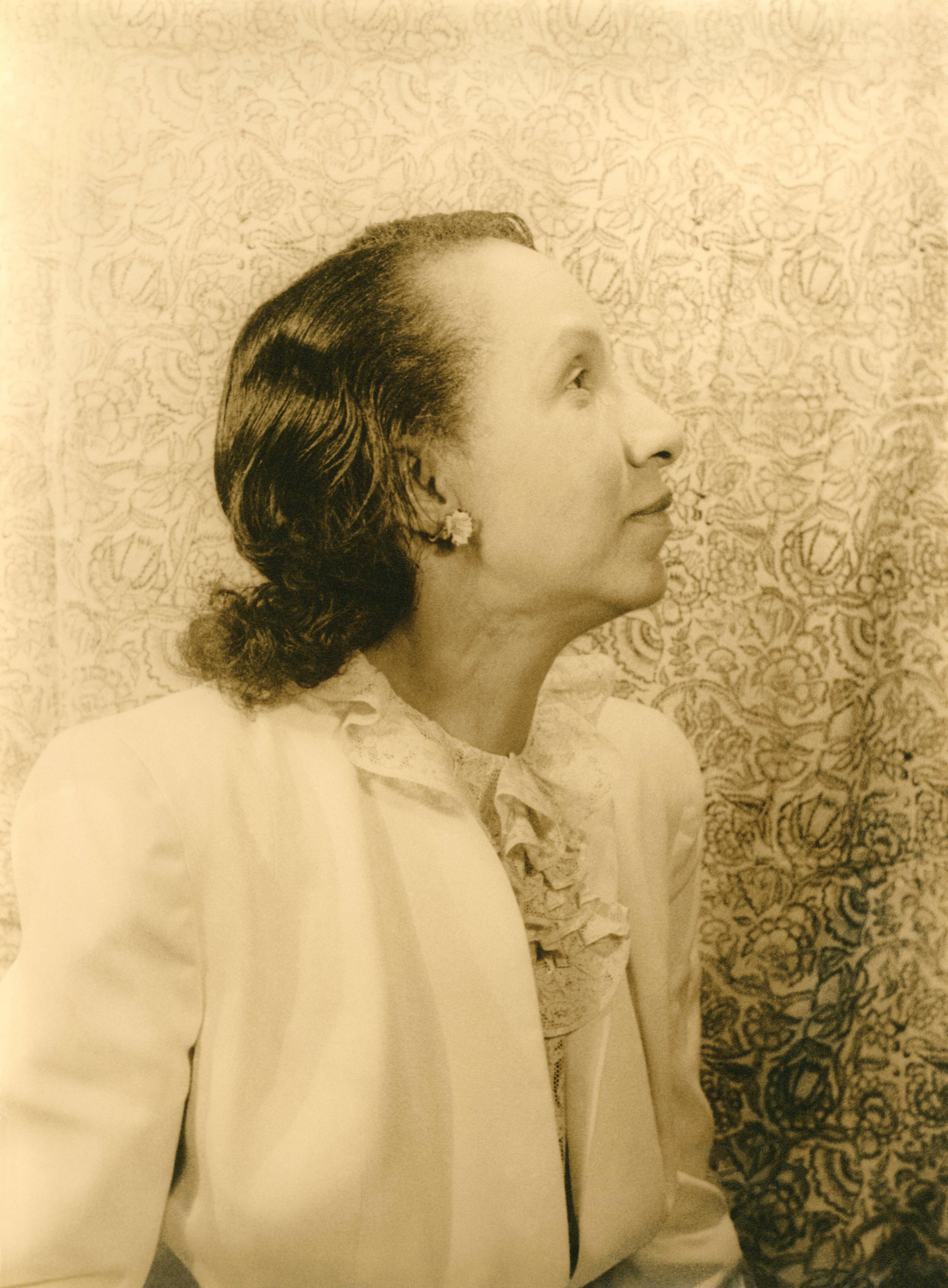
雪莉·格雷厄姆（Shirley Graham，1951-1977）

杜波依斯是一个自律而有条理的人：他一生作息稳定，早上7：15起床，白天工作，晚上5点到7点吃晚饭、读报纸，夜间阅读、参加社会活动，总是10点前上床睡觉。杜波依斯凡事规划仔细，经常在大片的图纸上筹划他的日程计划和目标。认识他的人都认为他疏远冷漠，他坚持人们称呼他“杜波依斯博士”。尽管不擅社交，他还是与几个合作伙伴建立了亲密的友谊，如查尔斯·杨（Charles Young）、保罗·劳伦斯·邓巴、约翰·霍普（John Hope）和玛丽·怀特·奥文顿。他最亲近的朋友是约尔·斯宾加恩——一个白人，但是杜波依斯从来没有允许斯宾基恩直呼他的名字。杜波依斯注重仪表——他总是穿着正式，手拿一根拐杖，走路带着自信与高贵。他身高较矮（5英尺5.5英寸，166厘米），总留着精心修饰的小胡子。杜波依斯唱歌、打网球也都不错。
杜波依斯结过两次婚，第一次跟尼娜·高莫（Nina Gomer，1896-1950），育有一儿一女：儿子博加特（Burghardt）婴儿时夭折，女儿约兰德（Yolande）后来嫁给了康蒂·卡伦（Countee Cullen）。妻子死后，杜波依斯与雪莉·格雷厄姆（Shirley Graham，1951-1977）再婚，雪莉同时是作家、剧作家、作曲家和活动家。雪莉再婚前育有一子大卫·格雷厄姆（David Graham），大卫跟杜波依斯一起生活，随了他继父的姓。他也为非裔美国人事业而工作。历史学家大卫·路易斯写过杜波依斯有几段婚外情，但是另一位历史学家雷蒙德·沃尔特斯（Raymond Wolters）认为杜波依斯所谓的情妇方面找不到相关证据，对此表示了怀疑。

## 荣誉

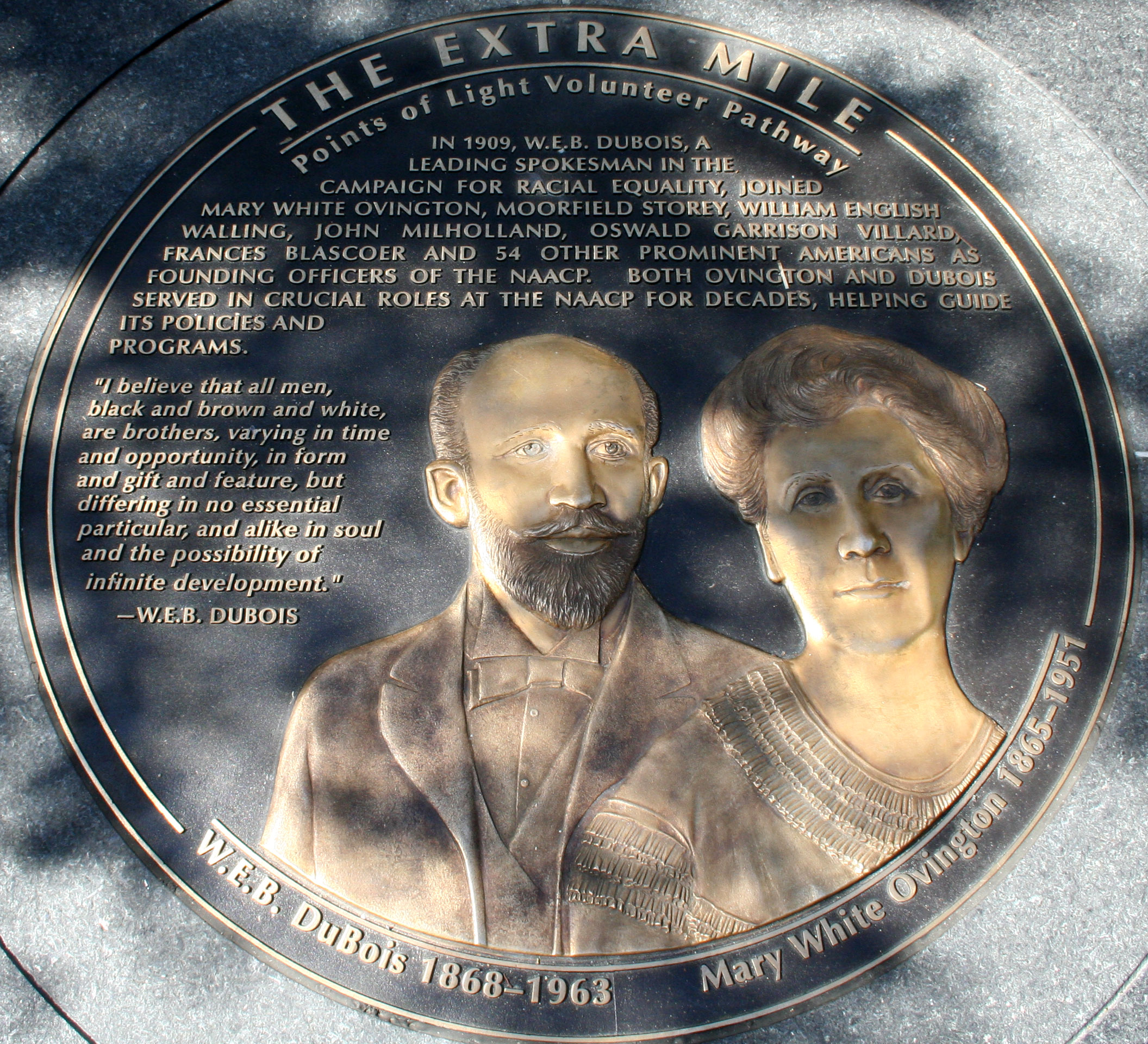
纪念W. E. B. 杜波依斯和玛丽·怀特·奥文顿的特别纪念币

- 1920年，全国有色人种协进会（NAACP）授予斯平加恩奖章[255]。
- 1959年，荣获国际列宁和平奖，苏联颁发[256]。
- 1976年，马萨诸塞州大巴灵顿（英语：Great Barrington, Massachusetts）的故居被指定为国家历史地标[257]。
- 1922年及1998年，美国邮政两次将杜波依斯的肖像印在了邮票上[258]。
- 1994年，马萨诸塞州立大学阿姆赫斯特分校的图书馆以杜波依斯的名字命名[259]。
- 北亚利桑那大学的杜波依斯中心以他的名字命名[260]。
- 宾夕法尼亚大学的一个宿舍以他的名字命名；他在那里进行了名为“费城黑人”的实地社会学调研[261]。
- 《非洲文献—非洲人及非裔美国人的经历》一书是作者夸梅·安东尼·阿皮亚和小亨利·路易斯·盖茨受杜波依斯而激发的灵感，并向其致敬的[262]。
- 在柏林洪堡大学举行的一系列讲座以杜波依斯的名字命名[263]。
- 2002年，学者莫莱斐·科特·阿桑特将杜波依斯列在了其100位最伟大非裔美国人的榜单中[264]。
- 2005年，杜波依斯被授予The Extra Mile上的纪念奖章。The Extra Mile是华盛顿对于重要的美国志愿者的纪念碑[265]。
- 8月3日是一个以杜波依斯名字命名的美国新教圣公会节日[266]。
- 2012年，宾夕法尼亚大学授予杜波依斯名誉教授头衔[267]。

## 作品
非虚构书籍
- 《黑人问题的研究》（1898）
- 《费城黑人》（1899）
- 《经商的黑人》（1899）
- 《黑人的灵魂》（1903）
- 《天才的十分之一》（《黑人问题的研究》第二章，非洲裔美国人的文章精选集，1903年9月）
- 《黑人的声音（二）》（1905年9月）
- 《约翰·布朗》（1909）
- 《对美国黑人状况改善所作的努力》（1909）
- 《亚特兰大大学对于黑人问题的研究》（1897--1910）
- 《黑人》（1915）
- 《黑人民族的天赋》（1924）
- 《非洲：地貌、民族和物产》（1930）
- 《非洲：现代历史中的地位》（1930）
- 《美国黑人的重建》（1935）
- 《黑人为美国和德克萨斯所做的贡献》（1936）
- 《黑人民族：彼时与现在》（1939）
- 《肤色与民主：殖民地与和平》（1945）
- 《黑人百科全书》（1946）
- 《世界与非洲》（1946）
- 《世界与非洲：对非洲在世界历史中所作贡献的调查》（1947）
- 《和平是危险的》（1951）
- 《我对和平的立场》（1951）
- 《为和平而战》（1952）
- 《非洲为殖民主义、种族主义、帝国主义的战斗》（1960）
- 《非洲》（1961）

自传
- 《黑水：面纱里的声音》（1920）
- 《黎明的黄昏：对于一个种族概念的自转的随笔》（1940）
- 《威·爱·伯·杜波依斯自传》（1968）

小说
- 《银绒的追求》（1911）
- 《黑公主》（1928）
- 《黑色火焰三部曲》
- （《孟沙的考验》（1957）、《孟沙办学校》（1959）、《有色人种的世界》（1961））
- 《颜色的世界》（1961）
- 杜波依斯从1910年到1933年参与了《危机》杂志的编辑，其中包括了他很多重要的论战。

### 引用
1. ↑  Lewis,p.11
2. ↑  Lewis, pp. 14–15.
3. 1 2  Lewis, p. 13.
4. ↑  Lewis, p. 17.
5. ↑  Lewis, p. 18.
6. ↑  Lewis, p. 21. 但是杜波依斯称是玛丽的家人赶走了阿尔弗雷德。
7. ↑  Rabaka, Reiland (2007), W.E.B. Du Bois and the Problems of the Twenty-first Century: An Essay on Africana Critical Theory, Lexington Books, p. 165. Lewis, pp. 29–30.
8. ↑  Lewis, pp. 27–44.
9. ↑  Cebula, Tim, "Great Barrington", in Young, p. 91. Horne, p. 7. Lewis, pp. 39–40.
10. ↑  Lewis, Catharine, "Fisk University", in Young, p. 81.
11. ↑  Lewis, pp. 56–57.
12. ↑  Lewis, pp. 72–78.
13. ↑  Lewis, pp. 69–80 (degree); p. 69 (funding); p. 82 (inheritance). 杜波依斯是第六个被哈佛录取的非裔美国人。
14. ↑  Lewis, p. 82.
15. ↑  Lewis, p. 90.
16. ↑  Lewis, pp. 98–103.
17. ↑  Williams, Yvonne, "Harvard", in Young, p. 99. 他的论文题目是《1638~1870，对美奴隶贸易的禁止》（The Suppression of the African Slave Trade to the United States of America，1638-1870）。
18. ↑  Gibson, Todd, "University of Pennsylvania", in Young, p. 210. Lewis, p. 111.
19. ↑  Lewis, pp. 118, 120.
20. ↑  Lewis, p. 126. 尼娜·高莫对杜波依斯的行动主义和事业都没有显著影响（参考Lewis, pp. 135, 152–154, 232, 287–290 296–301, 404–406, 522–525, 628–630）。
21. ↑  Lewis, pp. 128–129. 杜波依斯对没能得到宾夕法尼亚大学的教职心怀不满。
22. ↑  Horne, pp. 23–24.
23. ↑  Lewis, p. 123. 他提交的论文题目为《种族的延续》（The Conservation of Races）。
24. ↑  Lewis, pp. 143–144.
25. ↑  Horne, p. 26. Lewis, pp. 143, 155.
26. ↑  Donaldson, Shawn, "The Philadelphia Negro", in Young, p. 165.
27. 1 2  Lewis, p. 148.
28. ↑  Lewis, pp. 140, 148 (underclass), 141 (slavery).
29. ↑  Lewis, pp. 158–160.
30. ↑  Lewis, pp. 161, 235 (Department of Labor); p. 141 (Bureau of Labor Statistics).
31. ↑  Lewis, p. 157.
32. ↑  Lewis, p. 161.
33. ↑  Lewis, pp. 179–180, 189.
34. ↑  Harlan, Louis R. (2006), "A Black Leader in the Age of Jim Crow", in The racial politics of Booker T. Washington, Donald Cunnigen, Rutledge M. Dennis, Myrtle Gonza Glascoe (Eds.), Emerald Group Publishing, p. 26. Lewis, pp. 180–181. Logan, Rayford Whittingham (1997), The betrayal of the Negro, from Rutherford B. Hayes to Woodrow Wilson, Da Capo Press, pp. 275–313.
35. ↑  Harlan, Louis R. (1986), Booker T. Washington: the wizard of Tuskegee, 1901–1915, Oxford University Press, pp. 71–120. Croce, Paul, "Accommodation versus Struggle", in Young, pp. 1–3. 杜波依斯在1903年的一篇论文中提出了“天才的十分之一”的说法，但是这并非首创。
36. ↑  Croce, Paul, "Accommodation versus Struggle", in Young, pp. 1–3.
37. 1 2 3  Lewis, p. 162
38. ↑  Lewis, p. 163, 引自杜波依斯。
39. ↑  Lewis, p. 162, Du Bois quoted by Lewis.
40. ↑  Lewis, p. 184.
41. ↑  Lewis, pp. 199–200.
42. ↑  Lomotey, pp. 354–355.
43. ↑  Lomotey, pp. 355–356.
44. ↑  Lewis, pp. 215–216.
45. 1 2  Lewis, pp. 218–219.
46. 1 2  Lewis, p. 220.
47. ↑  Lewis, pp. 227–228. 《地平线》杂志一直出版到1910年《危机》杂志开始出版时。
48. ↑  Lewis, p. 222. 引自Ransom。
49. ↑  Gibson, Todd, "The Souls of Black Folk", in Young, p. 198. Lewis, p. 191
50. ↑  Lewis, p. 191.
51. ↑  Lewis, p. 192. 引自杜波依斯。
52. ↑  Gibson, Todd, "The Souls of Black Folk", in Young, p. 198.
53. ↑  Lewis, pp. 194–195.
54. ↑  Lewis, p. 223.
55. ↑  Lewis, p. 224.
56. ↑  Lewis, pp. 224–225.
57. ↑  Lewis, p. 229.
58. ↑  Lewis, p. 226.
59. ↑  Lewis, pp. 223–224, 230.
60. ↑  Lewis, p. 238.VendeCreek, Drew, "John Brown", in Young, pp. 32–33.
61. 1 2  Lewis, p. 240.
62. ↑  Lewis, p. 244 (Colliers). Lewis, p. 249 (Horizon).
63. 1 2  Lewis, p. 250.
64. 1 2  Lewis, p. 251.
65. ↑  Lewis, p. 252.
66. ↑  Lewis, David, "Beyond Exclusivity: Writing Race, Class, Gender into U.S. History", date unknown, New York University, Silver Dialogues series.
67. ↑  Lewis, pp. 256–258.
68. ↑  Lewis, p. 258.
69. ↑  Lewis, pp. 263–264.
70. ↑  Lewis, p. 264.
71. ↑  Lewis, p. 253 (whites), 264 (president).
72. ↑  Lewis, pp. 252, 265.
73. 1 2  Bowles, Amy, "NAACP", in Young, pp. 141–144.
74. ↑  Lewis, p. 271.
75. ↑  Lewis, pp. 270 (success), 384 (circulation).
76. ↑  Lewis, p. 279–280. 转引自"Triumph", The Crisis, 2 (Sept 1911), p. 195.
77. ↑  Lewis, p. 274.
78. ↑  Hancock, Ange-Marie, "Socialism/Communism", in Young, p. 196 (member). Lewis, p. 275 (denounced).
79. ↑  Lewis, p. 278. 威尔逊承诺“每件事中都将体现公平”。
80. ↑  Lewis pp. 43, 259, 522, 608. Donaldson, Shawn, "Women's Rights", in Young, pp. 219–221.
81. ↑  Lewis, pp. 272–273.
82. ↑  Lewis, p. 275. 转引自Lubin, Alex (2005), Romance and Rights: The Politics of Interracial Intimacy, 1945–1954, University Press of Mississippi, pp. 71–72.
83. ↑  Lewis, pp. 312–324.
84. ↑  Lewis, pp. 290–291.
85. ↑  Lewis, pp. 293–296.
86. ↑  Lewis, p. 301.
87. 1 2 3  Lewis, p. 303.
88. ↑  Brown, Nikki, "World War I", in Young, pp. 224–226.
89. ↑  Lewis, pp. 327–328.
90. ↑  Watts, Trent, "The Birth of a Nation", in Young, p. 28.
91. ↑  Lewis, p. 331.
92. ↑  Lewis, p. 332.
93. ↑  Lewis, p. 335 (editorial), p. 334 (Trotter).
94. ↑  Lewis, p. 335. 此文题为《私刑处死产业》（The Lynching Industry），载于1915年二月刊。另见于1916年7月刊所载文章《维科惨案》（The Waco Horror）。
95. 1 2 3  Lewis, p. 335.
96. ↑  Lewis, pp. 357–358. 《危机》1916年10月刊所载杜波依斯的一篇社论即为一例。
97. ↑  Lombardo, Paul A. 2011. A Century of Eugenics in America: From the Indiana Experiment to the Human Genome Era. pp. 74-75.
98. ↑  Lewis, David Levering (2001), W. E. B. Du Bois: The Fight for Equality and the American Century 1919–1963, Owl Books. ISBN 978-0-8050-6813-9. p. 223.
99. ↑  Lewis, p. 346. Wolters, pp. 115–116.
100. ↑  Lewis, pp. 346–347.
101. ↑  Lewis, p. 348.
102. ↑  Lewis, p. 349.
103. ↑  Lewis, p. 348 (draft), 349 (racism).
104. ↑  Lewis, p. 350.
105. ↑  Lewis, p. 352.
106. ↑  Lewis, p. 353.
107. ↑  King, William, "Silent Protest Against Lynching", in Young, p. 191. Lewis, p. 352. 第一次活动即为反对《一个国家的诞生》公映的行动。
108. ↑  Lewis, p. 355; p 384: About 1,000 black officers served during World War I.
109. 1 2  Lewis, p. 359.
110. ↑  Lewis, p. 362.
111. ↑  ，7月发表。
112. ↑  Lewis, pp. 363–364.
113. ↑  Lewis, p. 366. 杜波依斯实际入职前任命已撤销。
114. ↑  Lewis, pp. 367–368.此书（The Black Man and the Wounded World）并未出版，因为其他作家已叙及此主题，如Emmett Scott于1920年出版的《一战美国黑人官方史》。
115. ↑  Lewis, pp. 371, 373.
116. ↑  Lewis, p. 368.
117. ↑  Lewis, p. 369.
118. ↑  Lewis, p. 376.
119. 1 2  Lewis, p. 381.
120. ↑  Du Bois quoted in Williams, Chad (2010), Torchbearers of democracy: African American soldiers in World War I era, UNC Press Books, p. 207.
121. 1 2  Lewis, p. 383.
122. ↑  Lewis, p. 389.
123. ↑  Lewis, p. 389. 这些佃农与美国进步农民联合会（Progressive Farmers and Household Union of America）合作。
124. ↑  Lewis, p. 389–390.
125. 1 2  Lewis, p. 391.
126. ↑  Lewis, p. 391. 另外两本分别是《黎明前的黑暗》（Dusk of Dawn）和《W.E.B.杜波依斯自传》（The Autobiography of W. E. Burghardt Du Bois）。
127. ↑  Lewis, p. 394.
128. ↑  Lewis, p. 392 (characterizes as "feminist").
129. ↑  Lewis, pp. 405–406. 此刊物只持续了两年，从1920年1月到1921年12月。 Online at Library of Congress (retrieved November 20, 2011).
130. ↑  Lewis, p. 409.
131. 1 2  Lewis, p. 414.
132. ↑  Lewis, p. 415.
133. ↑  Lewis, pp. 416–424.
134. ↑  Lewis, pp. 426–427.
135. ↑  Du Bois, "The Black Star Line", Crisis, September 1922, pp. 210–214. Retrieved November 2, 2007.
136. ↑  Lewis, p. 428.
137. ↑  Lewis, p. 429.
138. ↑  Lewis, p. 465.
139. ↑  Lewis, pp. 467–468.
140. ↑  Lewis, pp. 435–437. 引用自《危机》1911年8月刊。
141. ↑  Lewis, pp. 450–463.
142. ↑  Lewis, p. 442.
143. ↑  Lewis, p. 471 (frequent).Horne, Malika, "Art and Artists", in Young, pp. 13–15.Lewis, p. 475 (article).
144. ↑  Hamilton Neil (2002), American social leaders and activists, Infobase Publishing, p. 121. Lewis, p. 480.
145. ↑  "Art and Artists", in Young, pp. 13–15. 由Horne Malika引用杜波依斯原话。
146. ↑  Lewis, p. 481.
147. ↑  Lewis, pp. 485, 487.
148. 1 2  Lewis, p. 486.
149. ↑  Lewis, p. 487.
150. ↑  Lewis, pp. 498–499.
151. ↑  Lewis, pp. 498–507.
152. ↑  Balaji, Murali (2007), The Professor and the Pupil: The Politics and Friendship of W.E.B. Du Bois and Paul Robeson, Nation Books, pp. 70–71.
153. ↑  Lewis, p. 513.
154. ↑  Lewis, p. 514.
155. 1 2  Lewis, p. 517.
156. ↑  Horne, pp. 143–144. Lewis, pp. 535, 547.
157. ↑  Lewis, p. 544.
158. ↑  Lewis, p. 545.
159. ↑  Lewis, pp. 569–570.
160. ↑  Lewis, p. 573
161. ↑  Lewis, p. 549.
162. ↑  Lewis, pp. 549–550. 杜波依斯有时讚颂非裔美国人精神，但绝非讚扬神职人员或教堂。
163. ↑  King, Richard H. (2004), Race, culture, and the intellectuals, 1940–1970, Woodrow Wilson Center Press, pp. 43–44. Lewis, p. 551.
164. ↑  Lewis, p. 553. 美国共产党候选人为James W. Ford，组合竞选副总统。
165. ↑  Lemert, Charles C. (2002), Dark thoughts: race and the eclipse of society, Psychology Press, pp. 227–229.
166. ↑  Lewis, pp. 576–583. Aptheker, Herbert (1989), The literary legacy of W.E.B. Du Bois, Kraus International Publications, p. 211（杜波依斯称之为他的“大部头作品”）.
167. ↑  Lewis, p. 586.
168. ↑  Lewis, pp. 583–586.
169. 1 2  Foner, Eric (1982-12-01)."Reconstruction Revisited".Reviews in American History 10 (4): 82–100 [83].doi:10.2307/2701820. ISSN 0048-7511. Retrieved 2012-02-25.
170. ↑  “在民权运动时期，杜波依斯的学术作品远远超前于时代，尽管仍有其缺陷。”（During the civil rights era, however, it became apparent that Du Bois's scholarship, despite some limitations, had been ahead of its time.）Campbell, James M.; Rebecca J. Fraser, Peter C. Mancall (2008-10-11). Reconstruction: People and Perspectives. ABC-CLIO. p. xx.ISBN 978-1-59884-021-6.
171. ↑  "W. E. B. Du Bois’s (1935/1998)Black Reconstruction in America, 1860–1880 is commonly regarded as the foundational text of revisionist African American historiography." Bilbija, Marina (2011-09-01). "Democracy’s New Song". The ANNALS of the American Academy of Political and Social Science 637 (1): 64–77.doi:10.1177/0002716211407153.ISSN 1552-3349 0002-7162, 1552-3349. Retrieved 2012-02-25.
172. ↑  Lewis, pp. 611, 618 (30 years).
173. ↑  Braley, Mark, "Encyclopedia Projects", in Young, pp. 73–78.  Braley总结了杜波依斯一生对于编纂百科全书的追求。
174. ↑  Lewis, p. 600.
175. ↑  Lewis, p. 600.
Zacharasiewicz, Waldemar (2007),Images of Germany in American literature, University of Iowa Press, p.120
176. ↑  Fikes, Robert, "Germany", in Young, pp. 87–89. Broderick, Francis (1959), W. E. B. Du Bois: Negro Leader in a Time of Crisis, Stanford University Press, p. 192.
177. ↑  Jefferson, Alphine, "Antisemitism", in Young, p. 10. Du Bois quoted by Lewis, David (1995), W. E. B. Du Bois: A Reader, p. 81. Original Du Bois source: Pittsburgh Courier, 19 December 1936.
178. ↑  Lewis, p. 597.
179. ↑  Gallicchio, Marc S. (18 September 2000), The African American encounter with Japan and China: Black internationalism in Asia, 1895–1945, University of North Carolina Press, p. 104, ISBN 978-0-8078-2559-4, OCLC 43334134
180. ↑  Lewis, pp. 631–632.
181. ↑  Lewis, p. 633.
军方后来改变了政策，引发了一些团体（如Tuskegee Airmen）的反抗。
182. ↑  Lewis, p. 634.
183. ↑  Horne, p. 144.
184. ↑  Lewis, p. 637.
185. ↑  Mostern, Kenneth, "Dusk of Dawn", in Young, pp. 65–66.
186. ↑  Du Bois quoted by Lewis, p. 637.
187. ↑  Lewis, pp. 643–644.
188. ↑  Lewis, p. 644
189. ↑  Spingarn, quoted by Lewis, p. 645.
190. ↑  Lewis, p. 648.
191. ↑  Lewis, p. 647.
192. ↑  Lewis, p. 654.
193. ↑  Lewis, 656.
194. ↑  Lewis, pp. 655, 657.
195. ↑  Overstreet, H. A., Saturday Review, quoted in Lewis, p. 657.
196. 1 2  Lewis, p. 661.
197. ↑  Charles H. Martin, "Internationalizing "The American Dilemma": The Civil Rights Congress and the 1951 Genocide", Journal of American Ethnic History 16(4), Summer 1997, accessed via JStor
198. ↑  Lewis, p. 663.
199. ↑  Lewis, p. 669.
200. ↑  Lewis, p. 670.
201. ↑  Du Bois, Dusk of Dawn, quoted by Hancock, "Socialism/Communism", in Young, p. 196. Quote is from 1940.
202. ↑  Lewis, p. 669. Du Bois quoted by Lewis.
203. ↑  Lewis, pp. 681–682.
204. ↑  Lewis, p. 683.
205. ↑  Schneider, Paul, "Peace Movement", in Young, p. 163. 大学时杜波依斯就立誓永不参加武装斗争。
206. ↑  Lewis, p. 685.
207. ↑  Lewis, pp. 685–687.
208. ↑  Lewis, p. 687.
209. ↑  Marable, p. xx.
210. ↑  Marable, p xx . ("ruthless repression"). Marable, Manning (1991), Race, reform, and rebellion: the second Reconstruction in black America, University Press of Mississippi, p. 104 ("political assassination"). Marable quoted by Gabbidon, p. 55.
211. ↑  Gabbidon, p. 54. FBI file on Du Bois. Retrieved November 25, 2011.
212. ↑  Lewis, p. 688.
213. ↑  Lewis, p. 689.
214. ↑  Horne, pp. 168–169. Lieberman, Robbie (2000), The Strangest Dream: Communism, Anticommunism, and the U.S. Peace Movement, 1945–1963, Syracuse University Press, pp. 92–93. Gabbidon, p. 54: 政府认为和平信息中心是USSR国的一个组织，尽管这个国家从未被承认独立。
215. ↑  Lewis, p. 692 (associates); p. 693 (NAACP); pp. 693–694 (support).
216. ↑  Lewis, p. 690. 杜波依斯关于此次审判的回忆载于《为和平而战》（Battle for Peace）一书。 这次审判始于1951年，但是直到1952年才最终判决。
217. ↑  Lewis, pp. 696, 707. 杜波依斯拒绝签字声明自己是非共产党人士，错失拿回护照的机会。
218. ↑  Lewis, p. 696.
219. ↑  Hancock, Ange-Marie, "Socialism/Communism", in Young, p. 197. 对于杜波依斯这样的案例，NAACP有专门的法律援助基金（Legal Defense Fund），但是他们拒绝帮助杜波依斯。
220. ↑  Lewis, p. 697.
221. ↑  Lewis, pp. 690, 694, 695.
222. ↑  Lewis, p. 698.
223. ↑  Porter, Eric. 2012. The Problem of the Future World: W.E.B. Du Bois and the Race Concept at Midcentury. Duke University Press. pp. 10, 71.
224. ↑  Du Bois, W. E. B. 1953. "On Stalin" National Guardian March 16, 1953.
225. ↑  Mostern, Kenneth (2001), "Bandung Conference", in Young, pp. 23–24.
226. ↑  Lewis, pp. 701–706.
227. 1 2  Lewis, pp. 705–706.
228. ↑  Du Bois (1968), Autobiography, p. 57; quoted by Hancock, Ange-Marie, "Socialism/Communism", in Young, p. 197
229. ↑  Lewis, p. 55.
230. ↑  Rabaka, p. 127 (freethinker). Lewis, p. 550 (agnostic, atheist). Johnson, passim (agnostic).
231. ↑  Lewis, p. 157. Johnson, p. 55.
232. ↑  Autobiography, p. 181. Quoted in Rabaka, p. 127.Autobiography, p. 181. Quoted in Rabaka, p. 127.
233. ↑  Horne, Malika, "Religion", in Young, p. 181.
234. ↑  Horne, Malika, "Religion", in Young, pp. 181–182 ("basic rock"). Lewis, p. 550.
235. ↑  Blum, Edward J. (2009), The Souls of W.E.B. Du Bois: New Essays and Reflections, Mercer University Press, pp. iii–xxi. For additional analysis of Du Bois and religion, see Blum, Edward J., (2007), W. E. B. Du Bois, American Prophet, University of Pennsylvania Press; and Kahn, Jonathon S. (2011), Divine Discontent: The Religious Imagination of W. E. B. Du Bois, Oxford University Press.
236. ↑  Lewis, pp. 212–213. 《信条》一文同样收录在《黑水河》一书中。
237. ↑  Lewis, pp. 696, 707.
238. ↑  Lewis, p. 708.
239. ↑  Lewis, pp. 709–711.
240. ↑  Lewis, p. 712.杜波依斯并未注销美国国籍(Lewis, p. 841, footnote 39)。
241. ↑  Lewis, p. 712.
242. ↑  Bass, Amy (2009), Those about him remained silent: the battle over W.E.B. Du Bois, University of Minnesota Press, p. xiii.
243. ↑  Blum, Edward J. (2007), W. E. B. Du Bois, American Prophet, University of Pennsylvania Press, p. 211.
244. ↑  Horne, p. xii.
245. ↑  Horne, p. 11. Lewis, pp. 74, 231–232, 613
246. ↑  Lewis, p. 231.
247. ↑  Lewis, pp. 54, 156 (aloof), p. 3 (address).
248. ↑  Lewis, p. 54 (gregarious), p. 124 (Young and Dunbar), p. 177 (Hope), pp. 213, 234 (Ovington).
249. ↑  Lewis, pp. 316–324, 360–368 (Spingarn), p. 316 (best friend), p. 557 (first name basis).
250. ↑  Lewis, pp. 54, 156, 638.
251. ↑  Wolters pp. 14 (sing), 37 (tennis).
252. ↑  De Luca, Laura, "David Graham Du Bois", in Young, pp. 55–56.
253. ↑  Lingeman, Richard, "Soul on Fire", New York Times, November 5, 2000. Retrieved December 2, 2011. A review of The Fight for Equality and the American Century, 1919–1963.
254. ↑  Mitchell, Verner D., "Raymond Wolters. 'Du Bois and His Rivals'", African-American Review, Vol. 40, No. 2 (Summer, 2006), pp. 392–395
255. ↑  Lewis, p. 398.
256. ↑  Lewis, p. 3.
257. ↑  Savage, Beth, (1994), African American Historic Places, John Wiley and Sons, p. 277.
258. ↑  Sama, Dominic, "New U.S. Issue Honors W.E.B. Du Bois" （页面存档备份，存于）, Chicago Tribune, February 2, 1992.  Retrieved November 20, 2011.
259. ↑  Han, John J. (2007), "W. E. B. Du Bois", in Encyclopedia of American race riots, Greenwood Publishing Group, p. 181.
260. ↑  "Du Bois Center" （页面存档备份，存于）, Northern Arizona University. Retrieved November 20, 2011.
261. ↑  "The History of W.E.B. Du Bois College House" （页面存档备份，存于）, University of Pennsylvania. Retrieved November 20, 2011.
262. ↑  Bloom, Harold (2001), W.E.B. Du Bois, Infobase Publishing, p. 244.
263. ↑  "W. E. B. Du Bois Lectures" （页面存档备份，存于）, Humboldt University. Retrieved November 20, 2011.
264. ↑  Asante, Molefi Kete (2002), 100 Greatest African Americans: A Biographical Encyclopedia,  Prometheus Books, pp. 114–116.
265. ↑  "Noteworthy", The Crisis, Nov/Dec 2005, p. 64.
266. ↑  "Holy Women, Holy Men:  Celebrating the Saints"[永久], Church Publishing, 2010. Retrieved November 20, 2011.
267. ↑  "Dr. William Edward Burghardt Du Bois: Honorary Emeritus Professorship of Sociology and Africana Studies" （页面存档备份，存于）, The University of Pennsylvania Almanac, 7 Feb 2012, 
"W.E.B. Du Bois receives honorary emeritus professorship" （页面存档备份，存于）, The Daily Pennsylvanian, 19 Feb 2012.

## 扩展阅读
书目
- Appiah, Kwame Anthony. . Harvard University Press. 2014. ISBN 978-0-674-72491-4.
- Broderick, Francis L. (1959), W. E. B. Du Bois: Negro Leader in a Time of Crisis, Stanford University Press, ASIN B000X665SM.
- Crouch, Stanley and Playthell, Benjamin (2002), Reconsidering The Souls of Black Folk, Running Press, ISBN 978-0-7624-1699-8.
- Gooding-Williams, Robert (2009), In the Shadow of Du Bois: Afro-Modern Political Thought in America, Harvard University Press, ISBN 978-0-674-03526-3.
- Hubbard, Dolan (ed.) (2003). The Souls of Black Folk: One Hundred Years Later, University of Missouri Press, ISBN 978-0-8262-1433-1.
- Lewis, David Levering (1994), W. E. B. Du Bois: Biography of a Race, 1868–1919, Owl Books.  Winner of the Pulitzer Prize, Bancroft Prize, and the Francis Parkman Prize. ISBN 978-0-8050-6813-9.
- Lewis, David Levering (2001), W. E. B. Du Bois: The Fight for Equality and the American Century 1919–1963, Owl Books.  Winner of the 2001 Pulitzer Prize for Biography.  ISBN 978-0-8050-6813-9.
- Lewis, David Levering, and Willis, Deborah (2005), A Small Nation of People: W. E. B. Du Bois and African American Portraits of Progress, HarperCollins, ISBN 0-06-081756-9.
- Meier, August (1963), Negro Thought in America, 1880–1915: Racial Ideologies in the Age of Booker T. Washington, University of Michigan Press, ISBN 978-0-472-06118-1.
- Rampersad, Arnold, (1976), The Art and Imagination of W. E. B. Du Bois, Harvard University Press, ISBN 978-0-674-04711-2.
- Rudwick, Elliott M. (1968), W. E. B. Du Bois: Propagandist of the Negro Protest, University of Pennsylvania Press, ASIN B00442HZQ2.
- Stephanie J. Shaw, W.E.B. Du Bois and "The Souls of Black Folk." Chapel Hill, NC: University of North Carolina Press, 2013.
- Sterne, Emma Gelders (1971), His Was The Voice, The Life of W. E. B. Du Bois, Crowell-Collier Press.  Book for children.  ASIN B000I1XNX2.
- Sundquist, Eric J. (1996) (Ed.), The Oxford W. E. B. Du Bois Reader, Oxford University Press, ISBN 978-0-19-509178-6.
- Wolfenstein, Eugene Victor (2007), A Gift of the Spirit: Reading The Souls of Black Folk,  Cornell University Press, 2007, ISBN 0-8014-7353-5.
- Wright, William D. (1985), The Socialist Analysis of W.E.B. Du Bois, Ph.D. dissertation, State University of New York at Buffalo.
- Zuckerman, Phil (2000), Du Bois on Religion, Rowman & Littlefield.  A collection of Du Bois's writings on religion, ISBN 978-0-7425-0421-9.

纪录片
- Massiah, Louis (producer and director), W. E. B. Du Bois: A Biography in Four Voices, documentary movie, 1996, California Newsreel （页面存档备份，存于）